# الطواف العالمي لكرة المضرب النسائية برعاية الاتحاد الدولي لكرة المضرب – 2024 (أبريل–يونيو)
أقيم الطواف العالمي لكرة المضرب النسائية لسنة 2024 برعاية الاتحاد الدولي لكرة المضرب ويندرج ضمن الرتبة الثانية لمنافسات المحترفات في كرة المضرب. يحتل مرتبة أدنى من جولة رابطة محترفات كرة المضرب (WTA). تشمل جولة الاتحاد الدولي لكرة المضرب للسيدات بطولات في ست فئات مع جوائز مالية تتراوح من 15،000 دولار إلى 100،000 دولار.

## المواسم
| مواسم الطواف العالمي لكرة المضرب النسائية برعاية الاتحاد الدولي لكرة المضرب | مواسم الطواف العالمي لكرة المضرب النسائية برعاية الاتحاد الدولي لكرة المضرب | مواسم الطواف العالمي لكرة المضرب النسائية برعاية الاتحاد الدولي لكرة المضرب | مواسم الطواف العالمي لكرة المضرب النسائية برعاية الاتحاد الدولي لكرة المضرب | مواسم الطواف العالمي لكرة المضرب النسائية برعاية الاتحاد الدولي لكرة المضرب | مواسم الطواف العالمي لكرة المضرب النسائية برعاية الاتحاد الدولي لكرة المضرب | مواسم الطواف العالمي لكرة المضرب النسائية برعاية الاتحاد الدولي لكرة المضرب | مواسم الطواف العالمي لكرة المضرب النسائية برعاية الاتحاد الدولي لكرة المضرب | مواسم الطواف العالمي لكرة المضرب النسائية برعاية الاتحاد الدولي لكرة المضرب | مواسم الطواف العالمي لكرة المضرب النسائية برعاية الاتحاد الدولي لكرة المضرب |
| تسعينيات القرن العشرين                                                      | تسعينيات القرن العشرين                                                      | تسعينيات القرن العشرين                                                      | تسعينيات القرن العشرين                                                      | تسعينيات القرن العشرين                                                      | تسعينيات القرن العشرين                                                      | تسعينيات القرن العشرين                                                      | تسعينيات القرن العشرين                                                      | تسعينيات القرن العشرين                                                      | تسعينيات القرن العشرين                                                      |
| --------------------------------------------------------------------------- | --------------------------------------------------------------------------- | --------------------------------------------------------------------------- | --------------------------------------------------------------------------- | --------------------------------------------------------------------------- | --------------------------------------------------------------------------- | --------------------------------------------------------------------------- | --------------------------------------------------------------------------- | --------------------------------------------------------------------------- | --------------------------------------------------------------------------- |
| 1994                                                                        | 1995                                                                        | 1995                                                                        | 1996                                                                        | 1997                                                                        | 1998                                                                        | 1999                                                                        |                                                                             |                                                                             |                                                                             |
| العقد الأول من القرن 21                                                     |                                                                             |                                                                             |                                                                             |                                                                             |                                                                             |                                                                             |                                                                             |                                                                             |                                                                             |
| 2000                                                                        | 2001                                                                        | 2002                                                                        | 2003                                                                        | 2004                                                                        | 2005                                                                        | 2006                                                                        | 2007                                                                        | 2008 الربع الأول · الربع الثاني · الربع الثالث                              | 2009                                                                        |
| العقد الثاني من القرن 21                                                    |                                                                             |                                                                             |                                                                             |                                                                             |                                                                             |                                                                             |                                                                             |                                                                             |                                                                             |
| 2010 الربع الأول · الربع الثاني · الربع الثالث · الربع الرابع               | 2011 الربع الأول · الربع الثاني · الربع الثالث · الربع الرابع               | 2012 الربع الأول · الربع الثاني · الربع الثالث · الربع الرابع               | 2013 الربع الأول · الربع الثاني · الربع الثالث · الربع الرابع               | 2014 الربع الأول · الربع الثاني · الربع الثالث · الربع الرابع               | 2015 الربع الأول · الربع الثاني · الربع الثالث · الربع الرابع               | 2016 الربع الأول · الربع الثاني · الربع الثالث · الربع الرابع               | 2017 الربع الأول · الربع الثاني · الربع الثالث · الربع الرابع               | 2018 الربع الأول · الربع الثاني · الربع الثالث · الربع الرابع               | 2019 الربع الأول · الربع الثاني · الربع الثالث · الربع الرابع               |
| العقد الثالث من القرن 21                                                    |                                                                             |                                                                             |                                                                             |                                                                             |                                                                             |                                                                             |                                                                             |                                                                             |                                                                             |
| 2020 الربع الأول · الربع الثاني · الربع الثالث · الربع الرابع               | 2021 الربع الأول · الربع الثاني · الربع الثالث · الربع الرابع               | 2022 الربع الأول · الربع الثاني · الربع الثالث · الربع الرابع               | 2023 الربع الأول · الربع الثاني · الربع الثالث · الربع الرابع               | 2024 الربع الأول · الربع الثاني · الربع الثالث · الربع الرابع               | 2025 الربع الأول · الربع الثاني · الربع الثالث · الربع الرابع               |                                                                             |                                                                             |                                                                             |                                                                             |

## المفتاح
| الفئة                  |
| ---------------------- |
| بطولات W100 ($100,000) |
| بطولات W75 ($60,000)   |
| بطولات W50 ($40,000)   |
| بطولات W25 ($25,000)   |
| بطولات W15 ($15,000)   |

## الشهر

### أبريل
| الأسبوع  | البطولة                                                                                         | الفائزات                                                     | الوصيفات                               | المتأهلات لنصف النهائي                           | المتأهلات لربع النهائي                                                              |
| -------- | ----------------------------------------------------------------------------------------------- | ------------------------------------------------------------ | -------------------------------------- | ------------------------------------------------ | ----------------------------------------------------------------------------------- |
| 1 أبريل  | سبليت المفتوحة سبليت، كرواتيا ترابي W75 فردي – زوجي                                             | يانا فيت 6–0، 6–4                                            | إيبك أوز                               | ستيفاني فاغنر بانا أودفاردي                      | ريبيكا بيترسون باربورا باليكوفا فالنتيني جراماتيكوبولو فيرونيكا إرجافيتس            |
| 1 أبريل  | سبليت المفتوحة سبليت، كرواتيا ترابي W75 فردي – زوجي                                             | فالنتيني جراماتيكوبولو براثانا ثومباري 6–4، 6–1              | فيرونيكا إرجافيتس جوستينا ميكولسكيت    | ستيفاني فاغنر بانا أودفاردي                      | ريبيكا بيترسون باربورا باليكوفا فالنتيني جراماتيكوبولو فيرونيكا إرجافيتس            |
| 1 أبريل  | إنجي المفتوحة فلوريانوبوليس فلوريانوبوليس، البرازيل ترابي W75 فردي – زوجي                       | رالوكا شيربان 7–5، 6–2                                       | سيلينا يانيجييفيتش                     | كايله مكفي جورجيا بيدوني                         | إيرينا فيتيكاو ميريانا تونا سولانا سييرا ميكايلا باييرلوفا                          |
| 1 أبريل  | إنجي المفتوحة فلوريانوبوليس فلوريانوبوليس، البرازيل ترابي W75 فردي – زوجي                       | ماريا كونونوفا · ماريا كوزيريفا · 6–4، 6–3                   | كاتارينا جوكيك ربكا بيريرا             | كايله مكفي جورجيا بيدوني                         | إيرينا فيتيكاو ميريانا تونا سولانا سييرا ميكايلا باييرلوفا                          |
| 1 أبريل  | كاشيوا (تشيبا)، اليابان صلب W50 قرعة الفردي والزوجي                                             | وي سيجيا 6–1، 7–5                                            | لي يا هسوان                            | أريان هارتونو إينا شيبهارا                       | ساياكا إيشي كودي وونغ آوي إيتو صوفيا كوستولاس                                       |
| 1 أبريل  | كاشيوا (تشيبا)، اليابان صلب W50 قرعة الفردي والزوجي                                             | أنكيتا راينا تساو شيا ئي 6–4، 6–4                            | ميدلين بروكس يوديس تشونغ               | أريان هارتونو إينا شيبهارا                       | ساياكا إيشي كودي وونغ آوي إيتو صوفيا كوستولاس                                       |
| 1 أبريل  | بوجومبورا، بوروندي Clay W35 قرعة الفردي والزوجي                                                 | أليس توبيلو 6–2، 6–7(5–7)، 6–3                               | كسينيا لاسكوتوفا                       | أليس روب ليان تران                               | ميريل هودت مايليس بوغرات ياسمين هيمبريري آنا هيرتل                                  |
| 1 أبريل  | بوجومبورا، بوروندي Clay W35 قرعة الفردي والزوجي                                                 | فيرونيكا فالكوفيسكا ستيفاني فيشر 6–3، 4–6، [10–5]            | كاميلا بارتون سادا ناهيمانا            | أليس روب ليان تران                               | ميريل هودت مايليس بوغرات ياسمين هيمبريري آنا هيرتل                                  |
| 1 أبريل  | سانتا مارغريتا دي بولا، إيطاليا Clay W35 قرعة الفردي والزوجي                                    | أناستاسيا سوبوليفا 6–1، 6–1                                  | ديليتا تشيروبيني                       | جيسيكا بييري تاتيانا بييري                       | ديبورا كيزا تشالا بويوكاكاتشاي ماري بينوا أورورا زانتيتشيسي                         |
| 1 أبريل  | سانتا مارغريتا دي بولا، إيطاليا Clay W35 قرعة الفردي والزوجي                                    | مارتينا كوبكا سافو ساكيلاريدي 6–3، 3–6، [10–6]               | أناستاسيا أبانياتو إيفا فيدر           | جيسيكا بييري تاتيانا بييري                       | ديبورا كيزا تشالا بويوكاكاتشاي ماري بينوا أورورا زانتيتشيسي                         |
| 1 أبريل  | الحمامات، تونس Clay W35 قرعة الفردي والزوجي                                                     | سارة كاكاريفيتش 6–3، 6–1                                     | كارسن برانستين                         | مارغو روفروي جيرجانا توبالوفا                    | إلينكا أماريا · سيلفيا أمبروسيو · إيزابيلا شنيكوفا · إيكاترينا راينغولد             |
| 1 أبريل  | الحمامات، تونس Clay W35 قرعة الفردي والزوجي                                                     | كارسن برانستين · إيكاترينا راينغولد · 6–3، 6–0               | إميلين دارترون مارغو روفروي            | مارغو روفروي جيرجانا توبالوفا                    | إلينكا أماريا · سيلفيا أمبروسيو · إيزابيلا شنيكوفا · إيكاترينا راينغولد             |
| 1 أبريل  | جاكسون، الولايات المتحدة Clay W35 قرعة الفردي والزوجي                                           | كاترينا سكوت 7–6(11–9)، 7–6(8–6)                             | جيمي لوب                               | أكاشا أوروبو مايا جويت                           | أدريانا رييمي ألورا زاماريبا ميلاني كريوج أشتون بورز                                |
| 1 أبريل  | جاكسون، الولايات المتحدة Clay W35 قرعة الفردي والزوجي                                           | أليسيا هيريرو لينانا ميلاني كريوج 6–3، 2–6، [10–7]           | فيكتوريا فلورز هيروكو كواتا            | أكاشا أوروبو مايا جويت                           | أدريانا رييمي ألورا زاماريبا ميلاني كريوج أشتون بورز                                |
| 1 أبريل  | شرم الشيخ، مصر Hard W15 قرعة الفردي والزوجي                                                     | فابيينا غيتوارت 7–5، 6–2                                     | كاترينا كوزموبا                        | فيرونيكا إيوالد سالما دروغدوفا                   | إلينا-تيودورا كادار · داريا فرايمن · إيفجينيا بوردينا · تاليا نيلسون-غاتينبي        |
| 1 أبريل  | شرم الشيخ، مصر Hard W15 قرعة الفردي والزوجي                                                     | فيكتوريا ميخايلوفا · أناستاسيا بوبلافسكا · 6–3، 2–6، [14–12] | فيرونيكا إيوالد داريا كوتزر            | فيرونيكا إيوالد سالما دروغدوفا                   | إلينا-تيودورا كادار · داريا فرايمن · إيفجينيا بوردينا · تاليا نيلسون-غاتينبي        |
| 1 أبريل  | تلدة، إسبانيا Clay W15 قرعة الفردي والزوجي                                                      | أريانا جيرلينجز 2–6، 7–5، 7–5                                | كارولين فيرنر                          | أدريان ناغي مارسلينا بودلينسكا                   | باولا أرياس مانخون أنيلين باكر ماريا توما تيلويث دي جيرولامي                        |
| 1 أبريل  | تلدة، إسبانيا Clay W15 قرعة الفردي والزوجي                                                      | تيلويث دي جيرولامي لايا بيتريتشيك 6–4، 6–3                   | لوس إيبلينج كونيغ مارينا ماركينا       | أدريان ناغي مارسلينا بودلينسكا                   | باولا أرياس مانخون أنيلين باكر ماريا توما تيلويث دي جيرولامي                        |
| 1 أبريل  | Monastir، تونس صلب W15 القرعة والأزواج الفردية                                                  | هينا إينووي 6–2، 3–2 انسحاب.                                 | أناستاسيا كوليكوفا                     | جانغ جا-إول · ماريا تكاتشيفا                     | إليسا فانلانجيندونك لارا بفيفر نينا رادوفانوفيتش أرابيلا كولر                       |
| 1 أبريل  | Monastir، تونس صلب W15 القرعة والأزواج الفردية                                                  | جانغ جا-إول · ماريا تكاتشيفا · 7–5، 6–3                      | تيسا بروكمان إيما كوفاسيفيتش           | جانغ جا-إول · ماريا تكاتشيفا                     | إليسا فانلانجيندونك لارا بفيفر نينا رادوفانوفيتش أرابيلا كولر                       |
| 1 أبريل  | أنطاليا، تركيا تراب W15 القرعة والأزواج الفردية                                                 | ألكسندرا شوبلادزي · 6–2، 6–1                                 | تشانتال سوفانت                         | داريا إيغوروفا · لارا شميدت                      | إيلاي يوروك · أناستاسيا غريشكينا · كاتيرينا تسغوروفا · بيانكا بولات                 |
| 1 أبريل  | أنطاليا، تركيا تراب W15 القرعة والأزواج الفردية                                                 | نانا كاواجيشي · أناستاسيا زولوتاريفا · 7–5، 1–6، [10–6]      | نيكول ريفكن كاتيرينا تسغوروفا          | داريا إيغوروفا · لارا شميدت                      | إيلاي يوروك · أناستاسيا غريشكينا · كاتيرينا تسغوروفا · بيانكا بولات                 |
| 8 أبريل  | سرقسطة أوبن سرقسطة، إسبانيا طين W100 فردي – زوجي                                                | مويكا أوتشجيما 6–1، 6–2                                      | جيسيكا بوزاس مانيرو                    | أوكسانا سيليخميتيفا · إيرين بوريليو إسكوريهويلا  | إيرينا شيمانوفيتش · كارلوتا مارتينيز سيريز · لايري روميرو غورماز · مارتينا تريفيسان |
| 8 أبريل  | سرقسطة أوبن سرقسطة، إسبانيا طين W100 فردي – زوجي                                                | ميريام كولودجيجوفا آنا سيسكوفا 6–2، 6–3                      | أنجيليكا موراتيللي كاميلا روزاتيليلو   | أوكسانا سيليخميتيفا · إيرين بوريليو إسكوريهويلا  | إيرينا شيمانوفيتش · كارلوتا مارتينيز سيريز · لايري روميرو غورماز · مارتينا تريفيسان |
| 8 أبريل  | بيلينزونا ليديز أوبن بيلينزونا، سويسرا طين W75 فردي – زوجي                                      | لويس بواسيون 6–3، 2–6، 6–4                                   | آنا بوندير                             | كايلا داي كلوي باكيوت                            | ليزلي كركهوف سوزان بانديتشي لوكريزيا ستيفانيني ديانا رادانوفيتش                     |
| 8 أبريل  | بيلينزونا ليديز أوبن بيلينزونا، سويسرا طين W75 فردي – زوجي                                      | جيسيكا ماليكوفا كوني بيرين 6–7(4–7)، 7–6(9–7)، [10–7]        | كارمن كورلي إيفانا كورلي               | كايلا داي كلوي باكيوت                            | ليزلي كركهوف سوزان بانديتشي لوكريزيا ستيفانيني ديانا رادانوفيتش                     |
| 8 أبريل  | شنجن (الصين)، الصين صلب W50 فردي وزوجي                                                          | جاو شينيو 6–4، 6–4                                           | وي سجا                                 | شي هان · فاليريا سافينيخ                         | وانغ ميليغ وانغ كيانغ ليو فانجزو زينج وشوانج                                        |
| 8 أبريل  | شنجن (الصين)، الصين صلب W50 فردي وزوجي                                                          | تشو أي هسوان تشو يي تسن 6–3، 6–4                             | فينج شاو وانغ جياكي                    | شي هان · فاليريا سافينيخ                         | وانغ ميليغ وانغ كيانغ ليو فانجزو زينج وشوانج                                        |
| 8 أبريل  | بوجومبورا، بوروندي طين W35 فردي وزوجي                                                           | فيرونيكا فالكوسكا 6–4، 6–1                                   | أليس توبيلو                            | مايليس بوجرات تيانتسوا سارة راكوتومانجا راجاوناه | أليس روب ميريل هودت سادا ناهيمانا جاسماين جيمبرير                                   |
| 8 أبريل  | بوجومبورا، بوروندي طين W35 فردي وزوجي                                                           | كاميلا بارتون سادا ناهيمانا 4–6، 6–3، [10–7]                 | نايمة كراموكو ديانا مارسنكفيتشا        | مايليس بوجرات تيانتسوا سارة راكوتومانجا راجاوناه | أليس روب ميريل هودت سادا ناهيمانا جاسماين جيمبرير                                   |
| 8 أبريل  | شرم الشيخ، مصر صلب W35 قرعة الفردي والزوجي                                                      | تيريزا فالتينوفا 7–5، 6–2                                    | ليندا كليموفيتسوفا                     | فابيان جتوار كاترينا كوزموفا                     | كلارا فلاسيلير فيرونيكا إيوالد أنجلينا فيرجيس إلينا-تيودورا كادار                   |
| 8 أبريل  | شرم الشيخ، مصر صلب W35 قرعة الفردي والزوجي                                                      | سلمى دروجدوفا زوزانا باوليكوفسكا 6–4، 6–2                    | إليزافيتا شيبكينا · داريا زيلينسكايا   | فابيان جتوار كاترينا كوزموفا                     | كلارا فلاسيلير فيرونيكا إيوالد أنجلينا فيرجيس إلينا-تيودورا كادار                   |
| 8 أبريل  | سانتا مارغريتا دي بولا، إيطاليا رمل W35 قرعة الفردي والزوجي                                     | أنستاسيا سوبوليفا 7–5، 6–3                                   | لوسي هافليتشوفا                        | جينيفر روجيري فيكتوريا خيمينيز كاسينتسيفا        | إيفون كافالي رايميرس ليزا بيجاتو لورا هيتارانتا جورجيا بيدوني                       |
| 8 أبريل  | سانتا مارغريتا دي بولا، إيطاليا رمل W35 قرعة الفردي والزوجي                                     | إيفون كافالي رايميرس أورورا زانتيديتشي 3–6، 6–4، [11–9]      | سافو ساكيلاريدي فاسانتي شيندي          | جينيفر روجيري فيكتوريا خيمينيز كاسينتسيفا        | إيفون كافالي رايميرس ليزا بيجاتو لورا هيتارانتا جورجيا بيدوني                       |
| 8 أبريل  | أوساكا، اليابان صلب W35 قرعة الفردي والزوجي                                                     | ساياكا إيشي 6–1، 3–6، 6–3                                    | ستايسي فونج                            | ديستاني أيافا مانانشايا ساوانجكاو                | هاروكا كاجي هانا تشانج لي يا-هسوان آوي إيتو                                         |
| 8 أبريل  | أوساكا، اليابان صلب W35 قرعة الفردي والزوجي                                                     | ناتسوهكو أراكاوا ميهو كوراموتشي 6–4، 3–6، [10–7]             | ليزيت كابرييرا ديلاينا هيويت           | ديستاني أيافا مانانشايا ساوانجكاو                | هاروكا كاجي هانا تشانج لي يا-هسوان آوي إيتو                                         |
| 8 أبريل  | الحمامات، تونس رمل W35 قرعة الفردي والزوجي                                                      | كاثارينا هوبغارسكي 6–2، 1–6، 6–2                             | صوفيا روكتي                            | كريستينا دينو إيما ليني                          | إيكاترينا راينغولد · كايلا ماكفي · فرانزيسكا زيدت · إلينكا أمارياي                  |
| 8 أبريل  | الحمامات، تونس رمل W35 قرعة الفردي والزوجي                                                      | إيما ليني ياسمين منصوري 7–6(8–6)، 7–6(7–2)                   | غلوريا سيشي جورجيا بينتو               | كريستينا دينو إيما ليني                          | إيكاترينا راينغولد · كايلا ماكفي · فرانزيسكا زيدت · إلينكا أمارياي                  |
| 8 أبريل  | بوكا راتون، الولايات المتحدة رمل W35 قرعة الفردي والزوجي                                        | ليف هوفدي 3–6، 6–4، 6–2                                      | أكاشا أوروبو                           | كاترينا سكوت مايا جوينت                          | آنا صوفيا سانشيز أشتون باورز فارفارا ليبتشينكو هيروكو كواتا                         |
| 8 أبريل  | بوكا راتون، الولايات المتحدة رمل W35 قرعة الفردي والزوجي                                        | روبن أندرسون إيليسيا بولتون 3–6، 6–4، [10–8]                 | راشيدا مكادو ماريبيلا زاماريبا         | كاترينا سكوت مايا جوينت                          | آنا صوفيا سانشيز أشتون باورز فارفارا ليبتشينكو هيروكو كواتا                         |
| 8 أبريل  | تيلدي، إسبانيا رمل W15 قرعة الفردي والزوجي                                                      | أريانا جيرلينجز 6–1، 6–1                                     | ليوني كونغ                             | رينكو ماتسودا سارة فان إيمست                     | ماريا توما إيمي زو تيلوِث دي جيرولامي بولا أرياس مانخون                              |
| 8 أبريل  | تيلدي، إسبانيا رمل W15 قرعة الفردي والزوجي                                                      | إيدا جونسون جاكلين نيلندر ألتيلوس 6–3، 6–2                   | مارسيلينا بودلينسكا كارولين فيرنر      | رينكو ماتسودا سارة فان إيمست                     | ماريا توما إيمي زو تيلوِث دي جيرولامي بولا أرياس مانخون                              |
| 8 أبريل  | المنستير، تونس صلب 15W قرعة الفردي والزوجي                                                      | جيني ليم 6–3، 6–1                                            | أرابيلا كولر                           | أنيا ويلدجروبر إلييسا فانلانجيندونك              | أناستاسيا كوليكوفا · ماريا تكاكشيفا · كاميلا زانوليني · ماري فيليه                  |
| 8 أبريل  | المنستير، تونس صلب 15W قرعة الفردي والزوجي                                                      | سافانا لي نجوين ميشيكا أوزيكي 6–1، 6–1                       | باريس كورلي داشا إيفانوفا              | أنيا ويلدجروبر إلييسا فانلانجيندونك              | أناستاسيا كوليكوفا · ماريا تكاكشيفا · كاميلا زانوليني · ماري فيليه                  |
| 8 أبريل  | أنطاليا، تركيا ترابي 15W قرعة الفردي والزوجي                                                    | سونيا زييِنبيايفا 7–6(7–4)، 6–4                               | إيلاي يوريك                            | كارولينا مرازيكوفا دينيسا هيندوفا                | مافي أوسترايشر · إيرينا بالوس · نيكول ريفكين · أناستاسيا زولوتاريفا                 |
| 8 أبريل  | أنطاليا، تركيا ترابي 15W قرعة الفردي والزوجي                                                    | ليندا شيفشيكوفا كارولينا فلتشوفا 6–3، 6–3                    | أناستاسيا زولوتاريفا · رادا زولوتاريفا | كارولينا مرازيكوفا دينيسا هيندوفا                | مافي أوسترايشر · إيرينا بالوس · نيكول ريفكين · أناستاسيا زولوتاريفا                 |
| 15 أبريل | كأس كوبر كوبر (سلوفينيا)، سلوفينيا ترابية W75 فردي - زوجي                                       | فيرونيكا إرجافيتس 6–4، 6–3                                   | بولونا هيركوج                          | جيمي فورليس كلوي باكيوت                          | ديبورا كييزا أنتونيا روجيتش بيا لوفتريتش جوستينا ميكولسكيت                          |
| 15 أبريل | كأس كوبر كوبر (سلوفينيا)، سلوفينيا ترابية W75 فردي - زوجي                                       | فيرونيكا إرجافيتس دومينيكا سالكوفا 6–1، 6–3                  | سافو ساكيلاريدي أورورا زانتيديسكي      | جيمي فورليس كلوي باكيوت                          | ديبورا كييزا أنتونيا روجيتش بيا لوفتريتش جوستينا ميكولسكيت                          |
| 15 أبريل | بطولة كياسو كياسو، سويسرا ترابية W75 فردي - زوجي                                                | جوليا رييرا 6–3، 7–6(7–2)                                    | آنا بوندار                             | بيرفو جنكيز لواس بوسون                           | كايلا داي سيمونا والترت فرانسيسكا كيرمي إيريني بورييو إسكوريهيلا                    |
| 15 أبريل | بطولة كياسو كياسو، سويسرا ترابية W75 فردي - زوجي                                                | إميلي أبلتون لينا باباداكس 4–6، 6–4، [10–6]                  | ديسبينا باباميتشايل سيمونا والترت      | بيرفو جنكيز لواس بوسون                           | كايلا داي سيمونا والترت فرانسيسكا كيرمي إيريني بورييو إسكوريهيلا                    |
| 15 أبريل | شنتشن، الصين صلبة W50 قرعة الفردي والزوجي                                                       | لانلانا تارارودي 6–7(5–7)، 6–3، 6–2                          | رين يوفاي                              | وانغ كيانغ لي زونغيو                             | كودي وونغ لو جياجينغ ليو فانجزو ياو شينشين                                          |
| 15 أبريل | شنتشن، الصين صلبة W50 قرعة الفردي والزوجي                                                       | أريان هارتونو برارثانا ثومبار 6–3، 6–2                       | مادلين بروكس يوديس تشونغ               | وانغ كيانغ لي زونغيو                             | كودي وونغ لو جياجينغ ليو فانجزو ياو شينشين                                          |
| 15 أبريل | كالفي، فرنسا صلبة W50+H قرعة الفردي والزوجي                                                     | داريا سنيغور 6–3، 6–2                                        | فالنتينا رايزر                         | نيجينا أبدوريموفا منى بارثل                      | فيكتوريا كان · ليندا كليموفيتشوفا · إيرينا رامياليسون · سارة بيث غري                |
| 15 أبريل | كالفي، فرنسا صلبة W50+H قرعة الفردي والزوجي                                                     | أورزولا رادفانسكا فالنتينا رايزر 6–3، 6–2                    | سارة بيث غري أماندين هيس               | نيجينا أبدوريموفا منى بارثل                      | فيكتوريا كان · ليندا كليموفيتشوفا · إيرينا رامياليسون · سارة بيث غري                |
| 15 أبريل | سانتا مارغريتا دي بولا، إيطاليا طين W35 الفردي والزوجي                                          | أيلا أكسو Walkover                                           | لوسي هافليتشكوفا                       | بياتريس ريتشي ستيفاني فاغنر                      | صوفيا شاباتافا ناهيا بيروكوتشيا لورا هيتارانتا جينيفر روغيري                        |
| 15 أبريل | سانتا مارغريتا دي بولا، إيطاليا طين W35 الفردي والزوجي                                          | إليني كريستوفي ليا كاراتانتشيفا 6–0، 6–4                     | إليونورا ألفيسي فيديريكا أورجيزي       | بياتريس ريتشي ستيفاني فاغنر                      | صوفيا شاباتافا ناهيا بيروكوتشيا لورا هيتارانتا جينيفر روغيري                        |
| 15 أبريل | الحمامات، تونس طين W35 الفردي والزوجي                                                           | أليسون فان يوتفانخ 6–4، 6–2                                  | سادا ناهيمانا                          | ماليني هيلغو صوفيا روكتشيتي                      | أنطونيا شميدت جلوريا تشيشي إيما ليني فيرونيكا فالكوسكا                              |
| 15 أبريل | الحمامات، تونس طين W35 الفردي والزوجي                                                           | جولي سترابلوفا · كسينيا زايتسيفا · 4–6، 6–4، [10–4]          | ماريا فرناندا هيرازو كايلاه مكفي       | ماليني هيلغو صوفيا روكتشيتي                      | أنطونيا شميدت جلوريا تشيشي إيما ليني فيرونيكا فالكوسكا                              |
| 15 أبريل | شيمكنت، كازاخستان طين W15 الفردي والزوجي                                                        | كسينيا لاسكوتوفا · 6–0، 6–2                                  | فاليريا يوشتشينكو                      | آنا وريكي · أنستازيا سوخوتينا                    | إيريني لافينو · إيرينا بالوس · أليسا كوميل · جوزال أينيتيتينوفا                     |
| 15 أبريل | شيمكنت، كازاخستان طين W15 الفردي والزوجي                                                        | أسيلجان أريستانبيكوفا صندغاش كينجيباييفا 6–4، 6–4            | إيريني لافينو هاين أوغاتا              | آنا وريكي · أنستازيا سوخوتينا                    | إيريني لافينو · إيرينا بالوس · أليسا كوميل · جوزال أينيتيتينوفا                     |
| 15 أبريل | كورشومليا بانيا، صربيا طين W15 الفردي والزوجي                                                   | لويزا ماير اوف دير هيد 6–0، 6–2                              | أنيا ستانكوفيتش                        | كارمن أندريا هيريا إيفا ماريا أيونيسكو           | جوليا تيرزيسكا مادليف هاجيمان ناتاليجا سينيك أنا جروبر                              |
| 15 أبريل | كورشومليا بانيا، صربيا طين W15 الفردي والزوجي                                                   | بويانا مارينكوفيتش جوليا تيرزيسكا 6–3، 1–6، [10–5]           | ريكي دي كونينج مادليف هاجيمان          | كارمن أندريا هيريا إيفا ماريا أيونيسكو           | جوليا تيرزيسكا مادليف هاجيمان ناتاليجا سينيك أنا جروبر                              |
| 15 أبريل | تيلدي، إسبانيا طين W15 الفردي والزوجي                                                           | جينا فيستل 6–3، 2–6، 7–6(7–4)                                | إميلي سيبولد                           | ايزيس لويز فان دن بروك جويل ستور                 | إيزابيل تشيرني · ماريا أندرينكو · أدريان ناغي · كارولين فيرنر                       |
| 15 أبريل | تيلدي، إسبانيا طين W15 الفردي والزوجي                                                           | ايزيس لويز فان دن بروك سارة فان إيمست 6–4، 2–6، [10–2]       | تيلويث دي جيرولامي لايا بيتريك         | ايزيس لويز فان دن بروك جويل ستور                 | إيزابيل تشيرني · ماريا أندرينكو · أدريان ناغي · كارولين فيرنر                       |
| 15 أبريل | المنستير، تونس صلب W15 الفردي والزوجي                                                           | هينا إينو 2–6، 7–6(7–2)، 6–4                                 | سارة دافيتلا                           | ميلانا زبرائلوفا · نينا رادوفانوفيتش             | ماري فيليت لارا بفيفر شيهو أكيتا داشا إيفانوفا                                      |
| 15 أبريل | المنستير، تونس صلب W15 الفردي والزوجي                                                           | ماريا تكاشيفا · ميلانا زبرائلوفا · 6–3، 6–1                  | إليسا فانلانجندونك إميلي فيلكر         | ميلانا زبرائلوفا · نينا رادوفانوفيتش             | ماري فيليت لارا بفيفر شيهو أكيتا داشا إيفانوفا                                      |
| 15 أبريل | أنطاليا، تركيا طين W15 قرعة الفردي والزوجي                                                      | دينيسا هيندوفا 6–2، 6–7(3–7)، 7–6(7–5)                       | شانتال سافانت                          | إيلاي یورۈك رادكا زيلنيتشكوفا                    | باشاك إرايدن ديفنه جيرپانلي سونيا جيينباييفا ليندا شفجيكوفا                         |
| 15 أبريل | أنطاليا، تركيا طين W15 قرعة الفردي والزوجي                                                      | شانتال سافانت ناتاليا سيدليكسكا 6–0، 6–0                     | جيوليانا بيستيتي بياتريس ستاجنو        | إيلاي یورۈك رادكا زيلنيتشكوفا                    | باشاك إرايدن ديفنه جيرپانلي سونيا جيينباييفا ليندا شفجيكوفا                         |
| 22 أبريل | بطولة آندو سيكيوريتيز المفتوحة طوكيو، اليابان صلب W100 فردي – زوجي                              | ماديسون إنجليس 6–4، 3–6، 6–2                                 | إينا شيبهارا                           | ماي هونتاما ما ييكسين                            | أمينة بكتاش ريبيكا مارينو مويوكا أوتشجيما كيمبرلي بيريل                             |
| 22 أبريل | بطولة آندو سيكيوريتيز المفتوحة طوكيو، اليابان صلب W100 فردي – زوجي                              | كيمبرلي بيريل جانغ سو جونج 7–5، 3–6، [10–8]                  | ألكسندرا كرونتش أرينا روديونوفا        | ماي هونتاما ما ييكسين                            | أمينة بكتاش ريبيكا مارينو مويوكا أوتشجيما كيمبرلي بيريل                             |
| 22 أبريل | بطولة أويرس سيتو المفتوحة أويرس، البرتغال ترابية W100 فردي – زوجي                               | يانا فيت 6–0، 6–2                                            | بانا أودفاردي                          | يوليا ستارودوبتسيفا · بولينا كوديرميتوفا         | إيلا سيديل إرينا براء كاميلا روساتييلو كارول مونيت                                  |
| 22 أبريل | بطولة أويرس سيتو المفتوحة أويرس، البرتغال ترابية W100 فردي – زوجي                               | فرانسيسكا خورخي ماتيلدي خورخي 6–2، 6–0                       | يانا سيزيكوفا · وو فانغ-هسين           | يوليا ستارودوبتسيفا · بولينا كوديرميتوفا         | إيلا سيديل إرينا براء كاميلا روساتييلو كارول مونيت                                  |
| 22 أبريل | بطولة بواريز هيد ريسورت المفتوحة للسيدات شارلوتسفيل، الولايات المتحدة ترابية W75 فردي – زوجي    | لويزا تشيريكو 6–1، 7–5                                       | كايلا داي                              | لولو سن مايا جوينت                               | فارفارا ليبتشينكو إلفينا كالييفا فالنتيني جراماتيكوبولو هانا تشانغ                  |
| 22 أبريل | بطولة بواريز هيد ريسورت المفتوحة للسيدات شارلوتسفيل، الولايات المتحدة ترابية W75 فردي – زوجي    | إيميلي أبلتون كوين جليسون 7–6(7–5)، 6–1                      | ماريا كونونوفا · ماريا كوزيريفا        | لولو سن مايا جوينت                               | فارفارا ليبتشينكو إلفينا كالييفا فالنتيني جراماتيكوبولو هانا تشانغ                  |
| 22 أبريل | وونينغ، الصين صلب W50 سحوبات الفردي والزوجي                                                     | وانغ كيانغ 1–6، 6–3، 4–3 انسحب                               | لانلانا تارارودي                       | يو إكسياودي · أناستاسيا جاسانوفا                 | أليفتينا إبراغيموفا · لو جياجينغ · ياو شينشين · زينغ واشوانغ                        |
| 22 أبريل | وونينغ، الصين صلب W50 سحوبات الفردي والزوجي                                                     | روتوجا بسالي بيج هوريجان 5–7، 7–6(7–5)، [12–10]              | شو إيه-هسوان شو يي-تسين                | يو إكسياودي · أناستاسيا جاسانوفا                 | أليفتينا إبراغيموفا · لو جياجينغ · ياو شينشين · زينغ واشوانغ                        |
| 22 أبريل | لوپوتا، جورجيا صلب W50 سحوبات الفردي والزوجي                                                    | إيفيالينا لاسكيفيتش · 4–6، 1–6                               | لينا غلوشكو                            | ألكسندرا شوبلادزه · داريا كوداشوفا               | أنستاسيا زولوتاريفا · يكاترينا ماكلاكوفا · تيريزا فالينتوفا · هينا إينووي           |
| 22 أبريل | لوپوتا، جورجيا صلب W50 سحوبات الفردي والزوجي                                                    | فيكتوريا كوزموفا تيريزا فالينتوفا 2–6، 1–6                   | ناغي هاناتاني أورزولا رادفانسكا        | ألكسندرا شوبلادزه · داريا كوداشوفا               | أنستاسيا زولوتاريفا · يكاترينا ماكلاكوفا · تيريزا فالينتوفا · هينا إينووي           |
| 22 أبريل | موسكيرا، كولومبيا ترابية W35 قرعة الفردي والزوجي                                                | يوليانا ليزارازو 6–1، 6–1                                    | جازمين أورتينزي                        | نيكول فوسا هويرجو كارولينا ألفيس                 | كاترينا كوزاروف ماريا خوسيه بورتيو راميريز آنا بولا نيفا دي لوس ريوس ميرينا تونا    |
| 22 أبريل | موسكيرا، كولومبيا ترابية W35 قرعة الفردي والزوجي                                                | جازمين أورتينزي ماريا خوسيه بورتيو راميريز 3–6، 2–6          | نيكول فوسا هويرجو ميرينا تونا          | نيكول فوسا هويرجو كارولينا ألفيس                 | كاترينا كوزاروف ماريا خوسيه بورتيو راميريز آنا بولا نيفا دي لوس ريوس ميرينا تونا    |
| 22 أبريل | سانتا مارغيريتا دي بولا، إيطاليا ترابية W35 قرعة الفردي والزوجي                                 | أندريا لازارو غارسيا 7–6(4–7)، 3–6                           | ليزا بيغاتو                            | أوليكساندرا أوليينكوفا جيل تيخمان                | كارولينا كول تاتيانا بييري إيلا نالا ميليتش ناستازيا شونك                           |
| 22 أبريل | سانتا مارغيريتا دي بولا، إيطاليا ترابية W35 قرعة الفردي والزوجي                                 | مارتينا كوبكا إيفا فيدر 5–7، 3–6                             | إليني كريستوفي سافو ساكيلاريدي         | أوليكساندرا أوليينكوفا جيل تيخمان                | كارولينا كول تاتيانا بييري إيلا نالا ميليتش ناستازيا شونك                           |
| 22 أبريل | الحمامات، تونس ترابية W35 قرعة الفردي والزوجي                                                   | نينا فارغوفا 3–6، 6–2، 2–6                                   | ماري بينوا                             | جولي ستروبوفا أودري ألبي                         | أليس راميه سارا شكيريفيتش هاني فانديفينكل إيزابيلا شنيكوفا                          |
| 22 أبريل | الحمامات، تونس ترابية W35 قرعة الفردي والزوجي                                                   | جاسماين جيمبرير جيبك كولامباييفا 4–6، 5–7                    | كايلاه ماكفي · كسينيا زايستيفا         | جولي ستروبوفا أودري ألبي                         | أليس راميه سارا شكيريفيتش هاني فانديفينكل إيزابيلا شنيكوفا                          |
| 22 أبريل | نوتنغهام، المملكة المتحدة صلبة W35 قرعة الفردي والزوجي                                          | ميكا ستويشافليافيتش 7–6(7–9)، 3–6                            | جولي بيلغرافر                          | تاميرا باسيك ماري فيكيرلي                        | هيكارو ساتو جيسيكا فايلا جوان سفندسن أكيكو أوماي                                    |
| 22 أبريل | نوتنغهام، المملكة المتحدة صلبة W35 قرعة الفردي والزوجي                                          | تاميرا باسيك فالنتينا رايزر 2–6، 7–5، [5–10]                 | أكيكو أوماي هيكارو ساتو                | تاميرا باسيك ماري فيكيرلي                        | هيكارو ساتو جيسيكا فايلا جوان سفندسن أكيكو أوماي                                    |
| 22 أبريل | تشيمكينت، كازاخستان ترابية W15 قرعة الفردي والزوجي                                              | فاليريا يوشينكو · 3–6، 6–2، 0–6                              | كسينيا لاسكوتوفا                       | آنا أوريكي · إيرينا لافينو                       | غوزال أينيشدينوفا · هيني أوغاتا · أليسا كوميلي · شين جي-هو                          |
| 22 أبريل | تشيمكينت، كازاخستان ترابية W15 قرعة الفردي والزوجي                                              | آنا أوريكي · فاليريا يوشينكو · 1–6، 0–6                      | دانا بايداوليت · فارفارا بيرنوفيتش     | آنا أوريكي · إيرينا لافينو                       | غوزال أينيشدينوفا · هيني أوغاتا · أليسا كوميلي · شين جي-هو                          |
| 22 أبريل | كورشوميليانكا بانجا، صربيا ترابية W15 قرعة الفردي والزوجي                                       | ديميترا بافلُو 4–6، 6–3، 6–1                                  | أنيا ستانكوفيتش                        | ناتاليا سينيك بيمرا أوزجن                        | ليديا إينشيفا إنغريد فويتشيناكوفا إيزابيلا ماريا سيربان آنا جيرالدي ريكونا          |
| 22 أبريل | كورشوميليانكا بانجا، صربيا ترابية W15 قرعة الفردي والزوجي                                       | كارولا باتريشيا بيجينارو تيا نيكشيفيتش 7–6(7–5)، 6–4         | زوزانا كولونوس داريا يسيبشوك           | ناتاليا سينيك بيمرا أوزجن                        | ليديا إينشيفا إنغريد فويتشيناكوفا إيزابيلا ماريا سيربان آنا جيرالدي ريكونا          |
| 22 أبريل | تيلدي، إسبانيا ترابية W15 قرعة الفردي والزوجي                                                   | ريناتا يامريخوفا 6–3، 6–7(4–7)، 6–2                          | ماريا غارسيا سيد                       | ماريا أندرينكو · ماريه ميتراو                    | يونيو بيورك إيمي زو سون ها يون ستيفاني فيشر                                         |
| 22 أبريل | تيلدي، إسبانيا ترابية W15 قرعة الفردي والزوجي                                                   | ميكائيلا بايرلوفا ستيفاني فيشر 6–4، 6–2                      | تيلويث دي جيرولامي سارة فان إمت        | ماريا أندرينكو · ماريه ميتراو                    | يونيو بيورك إيمي زو سون ها يون ستيفاني فيشر                                         |
| 22 أبريل | المنستير، تونس صلبة W15 قرعة الفردي والزوجي                                                     | باتريسيا باوكشتايت 7–6(7–4)، 6–2                             | ماريا تكاتشيفا                         | إلييسا فانلانغندونك أنيا فيلدغروبر               | باك دا يون لي غيونغ سو آن يو جين هيرومي أبي                                         |
| 22 أبريل | المنستير، تونس صلبة W15 قرعة الفردي والزوجي                                                     | باريس كورلي داشا إيفانوفا 7–6(9–7)، 6–2                      | باتريشيا باوكشتايت زوزانا باوليكوسكا   | إلييسا فانلانغندونك أنيا فيلدغروبر               | باك دا يون لي غيونغ سو آن يو جين هيرومي أبي                                         |
| 22 أبريل | أنطاليا، تركيا ترابية W15 قرعة الفردي والزوجي                                                   | لورا هيتارانتا 6–1، 6–1                                      | روسيتسا دينشيفا                        | شانتال سوفانت باشاك إرايدن                       | جوليا ستاماتوفا إيلا هافيستو رادكا زلنيتشكوفا نانا كواجيسي                          |
| 22 أبريل | أنطاليا، تركيا ترابية W15 قرعة الفردي والزوجي                                                   | ناتاليا سيدليزكا رادكا زلنيتشكوفا 6–2، 6–2                   | آية العوني ألينا جرانفير               | شانتال سوفانت باشاك إرايدن                       | جوليا ستاماتوفا إيلا هافيستو رادكا زلنيتشكوفا نانا كواجيسي                          |
| 29 أبريل | بطولة فيسبادن للتنس فيسبادن، ألمانيا أرضية ترابية W100 فردي – زوجي                              | جوليا رييرا 3–6، 6–3، 6–2                                    | جولي نيمير                             | داريا سيمينيستايا ايرينا كاميليا باغو            | ليير روميرو غورماز فيرونيكا إريافيتش تيريزا مارتينكوفا كاتارينا زافاتسكا            |
| 29 أبريل | بطولة فيسبادن للتنس فيسبادن، ألمانيا أرضية ترابية W100 فردي – زوجي                              | سامانثا موراي (تنس) لورا بيجوسي 7–5، 6–2                     | هيمينو ساكاتسومي أنيتا هوساريتش        | داريا سيمينيستايا ايرينا كاميليا باغو            | ليير روميرو غورماز فيرونيكا إريافيتش تيريزا مارتينكوفا كاتارينا زافاتسكا            |
| 29 أبريل | كأس كانغارو غيفو (غيفو)، اليابان أرضية صلبة W100 فردي – زوجي                                    | مويوكا أوتشجيما 6–3، 6–3                                     | أرينا روديونوفا                        | ماي هونتاما أريان هارتونو                        | جانغ سو جونج لي يا-هسوان إيري شيميزو سارا سايتو                                     |
| 29 أبريل | كأس كانغارو غيفو (غيفو)، اليابان أرضية صلبة W100 فردي – زوجي                                    | ليانغ إن-شوو تانغ تشيان هوي 6–0، 6–3                         | كيمبرلي بيريل ريبيكا مارينو            | ماي هونتاما أريان هارتونو                        | جانغ سو جونج لي يا-هسوان إيري شيميزو سارا سايتو                                     |
| 29 أبريل | بطولة فاين مارك برو للتنس للسيدات بونيتا سبرنغز، الولايات المتحدة أرضية ترابية W100 فردي – زوجي | لولو سن 6–1، 6–3                                             | مايا جوينت                             | كاثينكا فون ديكمان آن لي                         | إيفا جوفيتش تيميا بابوش لويزا تشيريكو أكاشا أورهوبو                                 |
| 29 أبريل | بطولة فاين مارك برو للتنس للسيدات بونيتا سبرنغز، الولايات المتحدة أرضية ترابية W100 فردي – زوجي | فاني ستولار لولو صن 6–4، 7–5                                 | فالنتيني جراماتيكوبولو فاليريا سترخوفا | كاثينكا فون ديكمان آن لي                         | إيفا جوفيتش تيميا بابوش لويزا تشيريكو أكاشا أورهوبو                                 |
| 29 أبريل | لوبوتا، جورجيا صلب W50 نتائج السحب الفردية والزوجية                                             | داريا سنيغور 6–1، 6–1                                        | كيرا بافلوفا                           | أناستاسيا زولوتاريفا · إيكاترين جورجودزي         | كاثرين هاريسون · أورزولا رادفانسكا · لينا جلوشكو · ماريا كاليكينا                   |
| 29 أبريل | لوبوتا، جورجيا صلب W50 نتائج السحب الفردية والزوجية                                             | إليسيا بولتون كاثرين هاريسون 6–4، 6–2                        | أناستاسيا زولوتاريفا · رادا زولوتاريفا | أناستاسيا زولوتاريفا · إيكاترين جورجودزي         | كاثرين هاريسون · أورزولا رادفانسكا · لينا جلوشكو · ماريا كاليكينا                   |
| 29 أبريل | أنابويما، كولومبيا تراب W35 نتائج السحب الفردية والزوجية                                        | داريا لوديكا · 6–4، 4–6، 6–4                                 | كارولينا ألفيس                         | أليس توبيلو ميريانا تونا                         | آنا باولا نيفا دي لوس ريوس جولييتا لارا استابل يوليانا مونروي كادينس برايس          |
| 29 أبريل | أنابويما، كولومبيا تراب W35 نتائج السحب الفردية والزوجية                                        | جازمين أورتنزي ماريا خوسيه بورتيو راميريز 6–4، 6–3           | نيكول فوسا هويرجو ميريانا تونا         | أليس توبيلو ميريانا تونا                         | آنا باولا نيفا دي لوس ريوس جولييتا لارا استابل يوليانا مونروي كادينس برايس          |
| 29 أبريل | سانتا مارغريتا دي بولا، إيطاليا تراب W35 نتائج السحب الفردية والزوجية                           | جيل تيخمان 6–3، 6–4                                          | أندريا لازارو جارسيا                   | نوريا برانكاتشيو إيفا فيدر                       | كارولينا كوهل كاترينا تسيغوروفا ناتاليا سزابانين لورا هييتارنتا                     |
| 29 أبريل | سانتا مارغريتا دي بولا، إيطاليا تراب W35 نتائج السحب الفردية والزوجية                           | أندريا غاميز إيفا فيدر 2–6، 6–2، [10–4]                      | لورا هييتارنتا سافو ساكيلاريدي         | نوريا برانكاتشيو إيفا فيدر                       | كارولينا كوهل كاترينا تسيغوروفا ناتاليا سزابانين لورا هييتارنتا                     |
| 29 أبريل | يكلا (مرسية)، إسبانيا صلب W35 نتائج السحب الفردية والزوجية                                      | أماندين هيس 6–4، 3–6، 6–4                                    | تامارا كوستيتش                         | فالنتينا رييسر لارا بفايفر                       | نوليّا بوزو زانوتي جيسيكا فايلّا لوسيا كورتيس لليوركا سيباستيانّا سكليفوتي             |
| 29 أبريل | يكلا (مرسية)، إسبانيا صلب W35 نتائج السحب الفردية والزوجية                                      | أدريان ناغي جويل ستويور 6–3، 6–4                             | جيسيكا فايلّا أناستاسيا ياماتشكاين      | فالنتينا رييسر لارا بفايفر                       | نوليّا بوزو زانوتي جيسيكا فايلّا لوسيا كورتيس لليوركا سيباستيانّا سكليفوتي             |
| 29 أبريل | الحمامات، تونس تراب W35 نتائج السحب الفردية والزوجية                                            | هاني فاندوينكل 6–1، 6–1                                      | إيكومي يامازاكي                        | زيبيك كولامبايفا ماري بينوا                      | إيزابيلا شنيكوفا · ديانا ديميدوفا · أودري ألبي · ماريا فرناندا هيرازو               |
| 29 أبريل | الحمامات، تونس تراب W35 نتائج السحب الفردية والزوجية                                            | كيتلين كوفيدو إيكومي يامازاكي 6–3، 7–6(7–5)                  | ماريا فرناندا هيرازو ياسمين منصوري     | زيبيك كولامبايفا ماري بينوا                      | إيزابيلا شنيكوفا · ديانا ديميدوفا · أودري ألبي · ماريا فرناندا هيرازو               |
| 29 أبريل | نوتنغهام، المملكة المتحدة صلب W35 نتائج السحب الفردية والزوجية                                  | سوناي كارتال 6–1، 6–4                                        | كلاوديا بوباليت                        | هيكارو ساتو تاميرا باسيك                         | نايكثا بينز لوسي نجوين تان أرليندا روشتي أماندين مونوت                              |
| 29 أبريل | نوتنغهام، المملكة المتحدة صلب W35 نتائج السحب الفردية والزوجية                                  | هولي هتشينسون إيلا ماكدونالد 7–6(7–4)، 7–6(7–5)              | علي كولينز لورين جون-بابتيست           | هيكارو ساتو تاميرا باسيك                         | نايكثا بينز لوسي نجوين تان أرليندا روشتي أماندين مونوت                              |
| 29 أبريل | بوكا راتون، الولايات المتحدة ترابية W35 قرعة الفردي والزوجي                                     | كاجسا رينالدو بيرسون 7–5، 7–6(10–8)                          | مايو كروسلي                            | آلي كيك ألكسندرا بوزوفيتش                        | أنجيلا أوكوتوي كريستاشا ماكنيل رشيدة مكادو كايلا كروس                               |
| 29 أبريل | بوكا راتون، الولايات المتحدة ترابية W35 قرعة الفردي والزوجي                                     | ماريا كونونوفا · رشيدة مكادو · 2–6، 6–4، [10–5]              | أليسيا هيررو لينانا ميلاني كريفوج      | آلي كيك ألكسندرا بوزوفيتش                        | أنجيلا أوكوتوي كريستاشا ماكنيل رشيدة مكادو كايلا كروس                               |
| 29 أبريل | أوسييك، كرواتيا ترابية W15 قرعة الفردي والزوجي                                                  | أمريسا كييرا توث 6–2، 6–1                                    | دينيسا هندوفا                          | لويسا ماير أوف دير هايد لونا فويكوفيتش           | دينيز هردينكوفا إيفانا سيبستوفا دونجا ماريك كارولينا فلتشكوفا                       |
| 29 أبريل | أوسييك، كرواتيا ترابية W15 قرعة الفردي والزوجي                                                  | سلمى دروجدوفا إيفانا سيبستوفا 6–0، 6–2                       | ريا ديرنيكوفيتش لونا إيفكوفيتش         | لويسا ماير أوف دير هايد لونا فويكوفيتش           | دينيز هردينكوفا إيفانا سيبستوفا دونجا ماريك كارولينا فلتشكوفا                       |
| 29 أبريل | كورشومليسكه بانيا، صربيا ترابية W15 قرعة الفردي والزوجي                                         | كارمن أندريا هيريا 7–6(8–6)، 4–6، 6–4                        | واكانا سونوب                           | مادلاف هاجيمان سوانا توكاكوفيتش                  | ديميترا بافلو زيفا فالكينر أنجا ستانكوفيتش ميلا ماسيتش                              |
| 29 أبريل | كورشومليسكه بانيا، صربيا ترابية W15 قرعة الفردي والزوجي                                         | أنستازيا تسفيتكوفيتش أنجا ستانكوفيتش 6–3، 7–5                | كارمن أندريا هيريا داريا يسيبشوك       | مادلاف هاجيمان سوانا توكاكوفيتش                  | ديميترا بافلو زيفا فالكينر أنجا ستانكوفيتش ميلا ماسيتش                              |
| 29 أبريل | فاربيرغ، السويد ترابية W15 قرعة الفردي والزوجي                                                  | كايسا هينمان 6–0، 6–1                                        | إلينا مالوينا                          | نايمة كراموكو سينا هيرمان                        | ليني بايرليو جاكلين نيلاندر ألتيليوس ميريل هودت مارسيلينا بودلينسكا                 |
| 29 أبريل | فاربيرغ، السويد ترابية W15 قرعة الفردي والزوجي                                                  | سينا هيرمان مارسيلينا بودلينسكا 6–4، 6–1                     | إيدا يوهانسون جاكلين نيلاندر ألتيليوس  | نايمة كراموكو سينا هيرمان                        | ليني بايرليو جاكلين نيلاندر ألتيليوس ميريل هودت مارسيلينا بودلينسكا                 |
| 29 أبريل | المنستير، تونس صلبة W15 قرعة الفردي والزوجي                                                     | ماريا تكاتشيفا · 6–4، 6–3                                    | باك دا يون                             | بريزاكا مادلين نوجروهو فيشنفي أدكار              | ماري فيليت لي جيونغ سيو زو ريري هيرومي آبي                                          |
| 29 أبريل | المنستير، تونس صلبة W15 قرعة الفردي والزوجي                                                     | هيرومي آبي ناتسوهو أراكاوا 3–6، 7–6(7–3)، [10–3]             | إيتياجولي أيسيرفو شياو تشنغ هوا        | بريزاكا مادلين نوجروهو فيشنفي أدكار              | ماري فيليت لي جيونغ سيو زو ريري هيرومي آبي                                          |
| 29 أبريل | أنطاليا، تركيا ترابية W15 قرعة الفردي والزوجي                                                   | آية العوني 2–6، 7–6(7–5)، 6–3                                | فاليريا يوشينكو                        | ألينا غرانوير ألينا كوواشكوفا                    | إيلاي يوروك · داريا إيجوروفا · رينون أوكوواكي · باشاك إرايدن                        |
| 29 أبريل | أنطاليا، تركيا ترابية W15 قرعة الفردي والزوجي                                                   | لورا بونر دوغا توركمان 7–5، 6–7(4–7)، [10–7]                 | أنري ناغاتا رينون أوكوواكي             | ألينا غرانوير ألينا كوواشكوفا                    | إيلاي يوروك · داريا إيجوروفا · رينون أوكوواكي · باشاك إرايدن                        |

### مايو
| الأسبوع | البطولة                                                                         | الفائزات                                                             | الوصيفات                                 | المتأهلات لنصف النهائي                        | المتأهلات لربع النهائي                                                             |
| ------- | ------------------------------------------------------------------------------- | -------------------------------------------------------------------- | ---------------------------------------- | --------------------------------------------- | ---------------------------------------------------------------------------------- |
| 6 مايو  | Jin'an Open لوان، الصين صلب W75 فردي – زوجي                                     | وانغ مي لينغ 7–5، 6–2                                                | ياو شين شين                              | بينجتارن بليبويتش لو جياجينغ                  | وانغ تشيانغ فيكتورا مورفايوفا وانغ جياكي لانلانا تارارودي                          |
| 6 مايو  | Jin'an Open لوان، الصين صلب W75 فردي – زوجي                                     | تانغ تشيان هوي تشنغ وو شوانغ 6–1، 6–2                                | لوكسيكا كومخوم بينجتارن بليبويتش         | بينجتارن بليبويتش لو جياجينغ                  | وانغ تشيانغ فيكتورا مورفايوفا وانغ جياكي لانلانا تارارودي                          |
| 6 مايو  | Advantage Cars Prague Open براغ، جمهورية التشيك طين W75 فردي – زوجي             | دومينيكا شالكوفا 6–3، 6–0                                            | مايا خواليزنسكا                          | يسيكا ماليتشكوفا إيبك أوز                     | لاير روميرو غورماز كاترينا كوزلوفا مارينا ستاكوسيك ستيفاني فاجنر                   |
| 6 مايو  | Advantage Cars Prague Open براغ، جمهورية التشيك طين W75 فردي – زوجي             | جيمي فورليس دومينيكا شالكوفا 5–7، 7–5، [10–4]                        | نوما نوها أكوغوي إيلا سيدل               | يسيكا ماليتشكوفا إيبك أوز                     | لاير روميرو غورماز كاترينا كوزلوفا مارينا ستاكوسيك ستيفاني فاجنر                   |
| 6 مايو  | Open Saint-Gaudens Occitanie سان جودان، فرنسا طين W75+H فردي – زوجي             | كلير ليو 6–1، 6–7(3–7)، 6–0                                          | سيلينا جانيسيجيفيك                       | جيسيكا بونشيت إلسا جاكيموت                    | إيميلين دارترون · جيني ليم · أوليفيا جايديكي · يكاترينا ماكاروفا                   |
| 6 مايو  | Open Saint-Gaudens Occitanie سان جودان، فرنسا طين W75+H فردي – زوجي             | إيميلين دارترون تيانتسوا سارة راكوتومانجا راجاوناه 6–3، 1–6، [12–10] | إستيل كاسينو كارول مونيه                 | جيسيكا بونشيت إلسا جاكيموت                    | إيميلين دارترون · جيني ليم · أوليفيا جايديكي · يكاترينا ماكاروفا                   |
| 6 مايو  | Fukuoka International Women's Cup فوكوكا، اليابان سجاد W75 فردي – زوجي          | كيمبرلي بيريل 6–2، 6–4                                               | إيمينا بكطاس                             | أيانو شيميزو جانغ سو جونج                     | أرينا روديونوفا آوي إيتو ما يكسين كارول تشاو                                       |
| 6 مايو  | Fukuoka International Women's Cup فوكوكا، اليابان سجاد W75 فردي – زوجي          | روتوجا بسالي بيج هوريغان 3–6، 6–3، [10–6]                            | هارونا أراكاوا آوي إيتو                  | أيانو شيميزو جانغ سو جونج                     | أرينا روديونوفا آوي إيتو ما يكسين كارول تشاو                                       |
| 6 مايو  | إمباير سلوفاك أوبن ترنافا، سلوفاكيا تراب W75 Singles – Doubles                  | مويكا أوشيجيما 7–6(7–3)، 6–3                                         | منى بارثل                                | فيرونيكا إرجافيتش جولي شتروبلوفا              | لينا جيورشيسكا ريناتا جامريخوفا تمارا زيدانسيك أنستاسيا سوبوليفا                   |
| 6 مايو  | إمباير سلوفاك أوبن ترنافا، سلوفاكيا تراب W75 Singles – Doubles                  | فيرونيكا إرجافيتش تمارا زيدانسيك 6–4، 6–4                            | دليلا ياكوبوفيتش سابرينا سانتاماريا      | فيرونيكا إرجافيتش جولي شتروبلوفا              | لينا جيورشيسكا ريناتا جامريخوفا تمارا زيدانسيك أنستاسيا سوبوليفا                   |
| 6 مايو  | فلوريدا سبورت كويست أوبن زيفيرهيلز، الولايات المتحدة تراب W75 Singles – Doubles | أكاشا أوروبو 6–3، 6–1                                                | إيفا جوفيتش                              | كايلا داي هانا تشانج                          | أوجيني بوشار تيميا بابوش آن لي ماريا ماتيس                                         |
| 6 مايو  | فلوريدا سبورت كويست أوبن زيفيرهيلز، الولايات المتحدة تراب W75 Singles – Doubles | جوستينا ميكولسكيت كريستينا روسكا 6–4، 6–4                            | آنا روجرز ألانا سميث                     | كايلا داي هانا تشانج                          | أوجيني بوشار تيميا بابوش آن لي ماريا ماتيس                                         |
| 6 مايو  | سوبو، كولومبيا تراب W35 قرعة الفردي والزوجي                                     | أليس توبيلو 6–4، 6–2                                                 | جازمين أورتينزي                          | ماريا خوسيه بورتيو راميريز ميرينا تونا        | كاترينا كوزاروف نيكول فوسا هويرجو يوليانا ليزارازو آنا باولا نيفا دي لوس ريوس      |
| 6 مايو  | سوبو، كولومبيا تراب W35 قرعة الفردي والزوجي                                     | ماريا خوسيه بورتيو راميريز نويليا زيبالوس 6–4، 6–4                   | يوليانا ليزارازو ريبيكا بيريرا           | ماريا خوسيه بورتيو راميريز ميرينا تونا        | كاترينا كوزاروف نيكول فوسا هويرجو يوليانا ليزارازو آنا باولا نيفا دي لوس ريوس      |
| 6 مايو  | بلاتجا دارو، إسبانيا تراب W35 قرعة الفردي والزوجي                               | أودري ألبي 2–6، 6–4، 7–5                                             | كارولين فيرنر                            | ناهيا بيركوكيه روت رويرا للافيرياز            | تشارو إسكويفا بانولس تاميرا باسيك آنا صوفيا سانشيز مينيا هودزيتش                   |
| 6 مايو  | بلاتجا دارو، إسبانيا تراب W35 قرعة الفردي والزوجي                               | إيليني خريستوفي دانيل فيسمان 6–4، 6–2                                | ماتيلدي خورخي ديانا مارسنكفيتشا          | ناهيا بيركوكيه روت رويرا للافيرياز            | تشارو إسكويفا بانولس تاميرا باسيك آنا صوفيا سانشيز مينيا هودزيتش                   |
| 6 مايو  | باشتاد، السويد تراب W35 قرعة الفردي والزوجي                                     | بيرفو جنغيز 6–4، 6–2                                                 | جرجانا توبالوفا                          | نيللي تاربا والبيرج إيرينا فيتيكو             | أنتونيا شميدت ساندرا سمير كايجسا هينيمان ماديسون سيج                               |
| 6 مايو  | باشتاد، السويد تراب W35 قرعة الفردي والزوجي                                     | لينيا بايدجاليو بيلا بيرجكفيست لارسن 4–6، 6–2، [10–2]                | جاكلين كاباج أود كايجسا هينيمان          | نيللي تاربا والبيرج إيرينا فيتيكو             | أنتونيا شميدت ساندرا سمير كايجسا هينيمان ماديسون سيج                               |
| 6 مايو  | بوخارست، رومانيا تراب W15 قرعة الفردي والزوجي                                   | لافينيا تيناسيا 6–2، 2–6، 6–1                                        | كارولا باتريشيا بيجينارو                 | إيوانا زفونارو أناماريا فيديريكا أوانا        | ماريا سارا بوبا جورجيا كراتشون أوانا جورجيتا سيميون جيسيكا بيرتولدو                |
| 6 مايو  | بوخارست، رومانيا تراب W15 قرعة الفردي والزوجي                                   | نعيمة كاراموكو ستيفاني فيشر 6–4، 6–1                                 | يوليا أندريا يونسكو شتيفانا لازار        | إيوانا زفونارو أناماريا فيديريكا أوانا        | ماريا سارا بوبا جورجيا كراتشون أوانا جورجيتا سيميون جيسيكا بيرتولدو                |
| 6 مايو  | كورشومليسكا بانيا، صربيا طين W15 قرعة الفردي والزوجي                            | أنيا ستانكوفيتش 6–3، 6–0                                             | داريا كوتشير                             | تيودورا كوستوفيتش ميلا ماشيتش                 | ناتاليا سينيك فيكي فان دي بير ني ما زهوما جيني دورست                               |
| 6 مايو  | كورشومليسكا بانيا، صربيا طين W15 قرعة الفردي والزوجي                            | جيني دورست داريا كوتشير 6–3، 6–1                                     | تيا لوكيتش ناتاليا سينيك                 | تيودورا كوستوفيتش ميلا ماشيتش                 | ناتاليا سينيك فيكي فان دي بير ني ما زهوما جيني دورست                               |
| 6 مايو  | نوفا جوريتسا، سلوفينيا طين W15 قرعة الفردي والزوجي                              | غابرييلا سي 7–6(7–4)، 7–5                                            | فيرونيكا بودريز                          | إنولا كييزا كالي شوبوفا                       | جورجيا بينتو كلوديا غاسباروفيتش غلوريانا نهوم كييارا جيريلي                        |
| 6 مايو  | نوفا جوريتسا، سلوفينيا طين W15 قرعة الفردي والزوجي                              | هايو كينوشيتا تيا نيكشيفيتش 6–4، 6–7(1–7)، [10–7]                    | مارجاريتا إغناتييفا كارولينا فلكوفا      | إنولا كييزا كالي شوبوفا                       | جورجيا بينتو كلوديا غاسباروفيتش غلوريانا نهوم كييارا جيريلي                        |
| 6 مايو  | المنستير، تونس صلب W15 قرعة الفردي والزوجي                                      | باك دا يون 6–3، 6–0                                                  | كاتارينا كوزموفا                         | تشانغ يينغ ميرنا رفعت                         | ديانا ديميدوفا · بريسكا مادلين نوغروهو · لي أون-جي · ماريا فرناندا هيرازو          |
| 6 مايو  | المنستير، تونس صلب W15 قرعة الفردي والزوجي                                      | باك دا يون ماريا فرناندا هيرازو 6–4، 6–4                             | ناتسوهو أراكاوا تشانغ يينغ               | تشانغ يينغ ميرنا رفعت                         | ديانا ديميدوفا · بريسكا مادلين نوغروهو · لي أون-جي · ماريا فرناندا هيرازو          |
| 6 مايو  | أنطاليا، تركيا طين W15 قرعة الفردي والزوجي                                      | آية العوني 6–2، 2–0 انسحاب.                                          | فاليريا يوششينكو                         | أنيكا ياشكوفا ساندوغاش كينزيباييفا            | إيلاي يورك فيرينا ميليس كلوديا هوستي فيرير ناتاليا سيدليسك                         |
| 6 مايو  | أنطاليا، تركيا طين W15 قرعة الفردي والزوجي                                      | ديا إفتيموفا فيرينا ميليس 6–4، 7–6(7–2)                              | آية العوني فرانشيسكا باكي                | أنيكا ياشكوفا ساندوغاش كينزيباييفا            | إيلاي يورك فيرينا ميليس كلوديا هوستي فيرير ناتاليا سيدليسك                         |
| 13 مايو | بطولة فيلا مدريد المفتوحة مدريد، إسبانيا تراب W100 فردي – زوجي                  | مويوكا أوتشجيما 5–7، 6–4، 7–5                                        | لاير روميرو غورماز                       | ريبيكا ماساروفا فيكتوريا خيمينيز كاسينتسيفا   | جيسيكا بوزاس مانييرو · آنا بوندير · أنكا تودوني · أوكسانا سيليخميتيفا              |
| 13 مايو | بطولة فيلا مدريد المفتوحة مدريد، إسبانيا تراب W100 فردي – زوجي                  | ديستاني أيافا إيليني كريستوفي 6–3، 2–6، [10–5]                       | أندريا غاميز إيفا فيدر                   | ريبيكا ماساروفا فيكتوريا خيمينيز كاسينتسيفا   | جيسيكا بوزاس مانييرو · آنا بوندير · أنكا تودوني · أوكسانا سيليخميتيفا              |
| 13 مايو | بطولة زغرب للسيدات زغرب، كرواتيا تراب W75 فردي – زوجي                           | تارا فورث 7–5، 6–3                                                   | لولا راديفوييفيتش                        | جيل تيخمان جيرجانا توبالوفا                   | إيفا بريموراك جيبك كولامبايفا ليوليا جانجين مارتينا كابورو تابوردا                 |
| 13 مايو | بطولة زغرب للسيدات زغرب، كرواتيا تراب W75 فردي – زوجي                           | سيلين نيف لورا بيجوسي 4–6، 6–1، [10–8]                               | إيميلي أبلتون بارتانا توامبار            | جيل تيخمان جيرجانا توبالوفا                   | إيفا بريموراك جيبك كولامبايفا ليوليا جانجين مارتينا كابورو تابوردا                 |
| 13 مايو | كأس كورومي كورومي (فوكوكا)، اليابان سجاد W75 فردي – زوجي                        | إيمينا بكتاس 7–6(7–1)، 3–6، 6–3                                      | أرينا روديونوفا                          | مي ياماغوتشي مانانشايا ساوانغكاو              | جانغ سو جونج كارول تشاو ميهو كوراموتشي روتوجا بسالي                                |
| 13 مايو | كأس كورومي كورومي (فوكوكا)، اليابان سجاد W75 فردي – زوجي                        | مادلين بروكس سارة بيث غري 6–4، 6–0                                   | موموكو كوبوري أيانو شيميزو               | مي ياماغوتشي مانانشايا ساوانغكاو              | جانغ سو جونج كارول تشاو ميهو كوراموتشي روتوجا بسالي                                |
| 13 مايو | بطولة كونمينغ المفتوحة أنينغ، الصين تراب W50 فردي وزوجي                         | شي هان 6–4، 6–3                                                      | لي زونغيو                                | بارك سو-هيون لو جياجينغ                       | رين يوفي وانغ جياكي وانغ مييلينغ فيكتوريا مورفايوفا                                |
| 13 مايو | بطولة كونمينغ المفتوحة أنينغ، الصين تراب W50 فردي وزوجي                         | هيلي جيافارا لي يو-يون 6–3، 6–1                                      | فنج شو بارك سو-هيون                      | بارك سو-هيون لو جياجينغ                       | رين يوفي وانغ جياكي وانغ مييلينغ فيكتوريا مورفايوفا                                |
| 13 مايو | فيلاخ، النمسا تراب W35 فردي وزوجي                                               | تاتيانا بيري 6–4، 7–5                                                | فاليريا ستراخوفا                         | إينا شيبهارا تامارا كوستيتش                   | دليلا ياكوبوفيتش نيكا راديشيتش باولا أورمايتشيا تينا نادين سميث                    |
| 13 مايو | فيلاخ، النمسا تراب W35 فردي وزوجي                                               | أنيتا كوتشموفا نيكا راديشيتش 6–1، 6–4                                | كارولينا كوبانوفا ريناتا فوراكوفا        | إينا شيبهارا تامارا كوستيتش                   | دليلا ياكوبوفيتش نيكا راديشيتش باولا أورمايتشيا تينا نادين سميث                    |
| 13 مايو | بطولة كونشيتا مارتينيز منتشون، إسبانيا تراب W35 فردي وزوجي                      | سوناي كارتال 6–1، 6–0                                                | ليندا كليموفيتشوفا                       | إيلينا ميكيتش مانا كاوامورا                   | ميا ريستيتش تاميرا باسيك أنستازيا كوليكوفا فيكتوريا رودريغيز                       |
| 13 مايو | بطولة كونشيتا مارتينيز منتشون، إسبانيا تراب W35 فردي وزوجي                      | آنا كانديتو تييفاني لوميتر 2–6، 6–0، [10–5]                          | تاميرا باسيك فالنتينا رايزر              | إيلينا ميكيتش مانا كاوامورا                   | ميا ريستيتش تاميرا باسيك أنستازيا كوليكوفا فيكتوريا رودريغيز                       |
| 13 مايو | بيثاني بيتش، الولايات المتحدة ملعب ترابي W35 قرعة الفردي والزوجي                | كاجسا رينالدو بيرسون 4–6، 6–3، 6–2                                   | أكاشا أوروبو                             | ماريا ماتيس كايلا كروس                        | جايدا دانييل · كيرا ماتوشكينا · ميلاني كريفوي · أنجيلا أوكوتوي                     |
| 13 مايو | بيثاني بيتش، الولايات المتحدة ملعب ترابي W35 قرعة الفردي والزوجي                | كايلا كروس جايدا دانييل 7–6(7–3)، 7–6(7–2)                           | آشتون باورز ميا ياماكيتا                 | ماريا ماتيس كايلا كروس                        | جايدا دانييل · كيرا ماتوشكينا · ميلاني كريفوي · أنجيلا أوكوتوي                     |
| 13 مايو | توياما، اليابان ملعب صلب W15 قرعة الفردي والزوجي                                | كايو نيشيورا 6–4، 7–5                                                | وو هو تشينج                              | كيم يو جين فونا كوزاكي                        | شيهو أكيتا هيرومي آبي ميشيكا أوزيكي يوي أوواكي                                     |
| 13 مايو | توياما، اليابان ملعب صلب W15 قرعة الفردي والزوجي                                | هيرومي آبي آنري ناغاتا 6–2، 6–3                                      | رينكو ماتسودا سيرا نيشيموتو              | كيم يو جين فونا كوزاكي                        | شيهو أكيتا هيرومي آبي ميشيكا أوزيكي يوي أوواكي                                     |
| 13 مايو | كورشومليسكا بانيا، صربيا ملعب ترابي W15 قرعة الفردي والزوجي                     | أريانا جيرلينجز 7–6(7–2)، 6–7(2–7)، 6–4                              | أنيا ستانكوفيتش                          | إيكاترينا كازيونوفا · ناتاليا سينيش           | ميكيلا لاكي · فيكي فان دي بير · ألكسندرا فاسيليفا · فيرجينيا فيرارا                |
| 13 مايو | كورشومليسكا بانيا، صربيا ملعب ترابي W15 قرعة الفردي والزوجي                     | ناتاليا سينيش نينا ستويانوفيتش 7–5، 7–5                              | داريا كويتزر فيكي فان دي بير             | إيكاترينا كازيونوفا · ناتاليا سينيش           | ميكيلا لاكي · فيكي فان دي بير · ألكسندرا فاسيليفا · فيرجينيا فيرارا                |
| 13 مايو | كرانجسكا غورا، سلوفينيا ملعب ترابي W15 قرعة الفردي والزوجي                      | لورا سامسون 6–1، 6–4                                                 | أوانا غافريلا                            | دينيسا هيندوفا لورا سفاتيكوفا                 | ماريا فيفياني نينا فارجوفا لونا فويوفيتش مايو كروسلي                               |
| 13 مايو | كرانجسكا غورا، سلوفينيا ملعب ترابي W15 قرعة الفردي والزوجي                      | إيفانا شبيستوفا ليندا شيفيتشكوفا 6–0، 2–6، [10–3]                    | أنستازيا كوفاليفا · إميلي فيلكر          | دينيسا هيندوفا لورا سفاتيكوفا                 | ماريا فيفياني نينا فارجوفا لونا فويوفيتش مايو كروسلي                               |
| 13 مايو | المنستير، تونس ملعب صلب W15 قرعة الفردي والزوجي                                 | إيكاترينا خيروتدينوفا · 6–4، 6–3                                     | مرنة رفعت                                | كاترينا كوزموفا لميس الحسين عبد العزيز        | هو يانان إيلا ماكدونالد كاميلا زانوليني لويزا فولانا                               |
| 13 مايو | المنستير، تونس ملعب صلب W15 قرعة الفردي والزوجي                                 | إيلا ماكدونالد تاليا نيلسون جاتينبي 6–4، 6–2                         | شو جيايو تشانغ ينغ                       | كاترينا كوزموفا لميس الحسين عبد العزيز        | هو يانان إيلا ماكدونالد كاميلا زانوليني لويزا فولانا                               |
| 13 مايو | أنطاليا، تركيا ملعب ترابي W15 قرعة الفردي والزوجي                               | دورو سوكي ۳–6، 4–6، ۲–6                                              | فيديريكا أورجيسي                         | فيرينا ميليس رينون أوكواكي                    | فرانشيسكا باكيس · فاليريا يوششينكو · فيليساتا دوروفيفا-ريباس · ديا إفتيموفا        |
| 13 مايو | أنطاليا، تركيا ملعب ترابي W15 قرعة الفردي والزوجي                               | إيكاترينا أغوريفا · فيليساتا دوروفيفا-ريباس · 7–6(7–5)، 3–6          | يفغينيا بوردينا · أناستاسيا جريشكينا     | فيرينا ميليس رينون أوكواكي                    | فرانشيسكا باكيس · فاليريا يوششينكو · فيليساتا دوروفيفا-ريباس · ديا إفتيموفا        |
| 20 مايو | كوبا تينيس سيتي دي غرادو غرادو، إيطاليا ترابي W75 الفردي – الزوجي               | فرانسيسكا جونز 6–1، 7–5                                              | كاثينكا فون ديكمان                       | أناستاسيا سوبوليفا · إيلينا بريدانكينا        | لويزا تشيريكو لينا غلشكو أورورا زانتديشي بياتريس ريتشي                             |
| 20 مايو | كوبا تينيس سيتي دي غرادو غرادو، إيطاليا ترابي W75 الفردي – الزوجي               | جيسي آني لينا باباداكس 6–4، 7–5                                      | إيفون كافالي ريميريس أورورا زانتديشي     | أناستاسيا سوبوليفا · إيلينا بريدانكينا        | لويزا تشيريكو لينا غلشكو أورورا زانتديشي بياتريس ريتشي                             |
| 20 مايو | أوتوتشيك، سلوفينيا ترابي W50 قرعة الفردي والزوجي                                | أنوك كوفرمانس 1–6، 6–4، 7–5                                          | فيكتوريا خيمينيز كاسينتسيفا              | جيني دورست فيكتوريا مبوكو                     | مايا جوينت غيرغانا توبالوفا جينا فيستل أنجيلا فيتا بولودا                          |
| 20 مايو | أوتوتشيك، سلوفينيا ترابي W50 قرعة الفردي والزوجي                                | إيكاترين جورجودزي فاليريا ستراخوفا 3–6، 6–4، [10–5]                  | مايا جوينت رشيدة مكادو                   | جيني دورست فيكتوريا مبوكو                     | مايا جوينت غيرغانا توبالوفا جينا فيستل أنجيلا فيتا بولودا                          |
| 20 مايو | غويانغ، كوريا الجنوبية صلب W50 قرعة الفردي والزوجي                              | هانا تشانغ 7–6(7–2)، 6–4                                             | آوي إيتو                                 | ناو ساتو هاروكا كاجي                          | كيوكا أوكامورا ليانغ إن-شوو هينا إنوي ماديسون إنجليس                               |
| 20 مايو | غويانغ، كوريا الجنوبية صلب W50 قرعة الفردي والزوجي                              | أوديس تشونغ ليانغ إن-شوو 7–5، 6–4                                    | لوكسيكا كومخوم بينجتارن بليبويتش         | ناو ساتو هاروكا كاجي                          | كيوكا أوكامورا ليانغ إن-شوو هينا إنوي ماديسون إنجليس                               |
| 20 مايو | أنينهايم، النمسا ترابي W35 قرعة الفردي والزوجي                                  | ماري بينوا 7–5، 3–6، 7–5                                             | تيريزا فالينتوفا                         | صوفيا كوستولاس أميريسا كيارا توث              | نيكا راديشيتش مانكا بيسلاك لورين جون-بابتيست لورا هيتارانتا                        |
| 20 مايو | أنينهايم، النمسا ترابي W35 قرعة الفردي والزوجي                                  | لورا هيتارانتا إلينا مالوغينا 3–6، 6–3، [10–6]                       | نيكا راديشيتش دانييلا فيسماني            | صوفيا كوستولاس أميريسا كيارا توث              | نيكا راديشيتش مانكا بيسلاك لورين جون-بابتيست لورا هيتارانتا                        |
| 20 مايو | سانتو دومينغو، جمهورية الدومينيكان صلب W35 قرعة الفردي والزوجي                  | فيكتوريا هو 5–7، 6–3، 6–1                                            | نولييا سيبالوس                           | هيروكو كواتا إيليسيا بولتون                   | ميل ريسكو كاثرين هاريسون كلارا فلاسيير ليا ما                                      |
| 20 مايو | سانتو دومينغو، جمهورية الدومينيكان صلب W35 قرعة الفردي والزوجي                  | ألكساندرا بوزوفيتش كودي وونغ 6–7(5–7)، 7–5، [11–9]                   | جيسيكا هينوجوسا غوميز ميل ريسكو          | هيروكو كواتا إيليسيا بولتون                   | ميل ريسكو كاثرين هاريسون كلارا فلاسيير ليا ما                                      |
| 20 مايو | كورشوملييسكا بانيا، صربيا ترابي W35 قرعة الفردي والزوجي                         | لولا راديفوييفيتش 3–6، 4–6                                           | سارة كاكاريفيتش                          | ناتاليا سينيك داريا كوتشير                    | نينا ستويانوفيتش ميكايلا بايرلوفا أندريا بريساكارو كارولا بيجينارو                 |
| 20 مايو | كورشوملييسكا بانيا، صربيا ترابي W35 قرعة الفردي والزوجي                         | كسينيا لاسكوتوفا · رادكا زيلنيكوفا · 7–5، 6–7(3–7)، [9–11]           | ميكايلا بايرلوفا ليا كاراتانتشيفا        | ناتاليا سينيك داريا كوتشير                    | نينا ستويانوفيتش ميكايلا بايرلوفا أندريا بريساكارو كارولا بيجينارو                 |
| 20 مايو | بول، كرواتيا تراب W15 قرعة الفردي والزوجي                                       | لورا سامسون 1–6، 2–6                                                 | سارة سفيتاك                              | أنيتا لابوتكوفا غايا سكوارشلبي                | سيلينا دال إليني كريستوفي آنا هيرتل ستيفاني فيسشر                                  |
| 20 مايو | بول، كرواتيا تراب W15 قرعة الفردي والزوجي                                       | ماري ميتراوكس ستيفاني فيسشر 4–6، 1–6                                 | زينيا باندوروفسكا بانا بارثا             | أنيتا لابوتكوفا غايا سكوارشلبي                | سيلينا دال إليني كريستوفي آنا هيرتل ستيفاني فيسشر                                  |
| 20 مايو | فوكوي، اليابان صلب W15 قرعة الفردي والزوجي                                      | ميو موشيكا 5–7، 4–6                                                  | شيهو أكيتا                               | إيكومي يامازاكي كايو نيشيمورا                 | يوي تشيكاراايشي وو هو-شينغ يوي أوواكي فيكتوريا مورفاييفا                           |
| 20 مايو | فوكوي، اليابان صلب W15 قرعة الفردي والزوجي                                      | هيرومي آبي أنري ناغاتا 4–6، 0–6                                      | لين فانغ-آن كيم يو-جين                   | إيكومي يامازاكي كايو نيشيمورا                 | يوي تشيكاراايشي وو هو-شينغ يوي أوواكي فيكتوريا مورفاييفا                           |
| 20 مايو | بوخارست، رومانيا تراب W15 قرعة الفردي والزوجي                                   | إميلي ويلكر 1–6، 3–6                                                 | إيفا ماريا يونيسكو                       | كريستيانا سيدوروفا · نيكول ريفكين             | باتريسيا ماريا تيغ أرينا غابرييلا فاسيليسكو صوفيا ماريا باربوليسكو جورجيا كراسيون  |
| 20 مايو | بوخارست، رومانيا تراب W15 قرعة الفردي والزوجي                                   | شتيفانيا بوجيكا كارا ماريا ميستر 6–0، 4–6، [8–10]                    | يوانا كونستانتينوفا · كريستيانا سيدوروفا | كريستيانا سيدوروفا · نيكول ريفكين             | باتريسيا ماريا تيغ أرينا غابرييلا فاسيليسكو صوفيا ماريا باربوليسكو جورجيا كراسيون  |
| 20 مايو | أسطبونة، إسبانيا صلب W15 قرعة الفردي والزوجي                                    | جاكلين كاباج أواد 2–6، 4–6                                           | أليس جيلان                               | أناستازيا كوليكوفا سيباستيانا سكيليبوتي       | إيلينا ميكيتش كاتارينا سترشناكوفا ماريا مارتينيز فاكيرو ماري ويكرلي                |
| 20 مايو | أسطبونة، إسبانيا صلب W15 قرعة الفردي والزوجي                                    | جاكلين كاباج أواد ماري ويكرلي 4–6، 4–6                               | غوزال أينييتدينوفا · إلينا نيبلي         | أناستازيا كوليكوفا سيباستيانا سكيليبوتي       | إيلينا ميكيتش كاتارينا سترشناكوفا ماريا مارتينيز فاكيرو ماري ويكرلي                |
| 20 مايو | منستير، تونس صلب W15 قرعة الفردي والزوجي                                        | إيلا ماكدونالد 4–6، 2–6                                              | داريا خوموتسيانسكايا                     | زيل ديساي بريزكا نوغروهو                      | كاتارينا كوزموفا · ماريا فرناندا هيرازو · ديانا ديميدوفا · داريا كوداشوفا          |
| 20 مايو | منستير، تونس صلب W15 قرعة الفردي والزوجي                                        | أنجيلا أوكوتوي ميرنا رفعت 2–6، 2–6                                   | ليو ليي شو جيايو                         | زيل ديساي بريزكا نوغروهو                      | كاتارينا كوزموفا · ماريا فرناندا هيرازو · ديانا ديميدوفا · داريا كوداشوفا          |
| 27 مايو | Internazionali Femminili di Brescia بريشا، إيطاليا تراب W75 فردي – زوجي         | كاتارينا زافاتسكا 6–2، 6–3                                           | فارفارا ليبتشينكو                        | آن لي · بولينا كوديرميتوفا                    | نوريا برانكاتشيو أليس راميه كاترينا كوزلوفا إيلا سيدل                              |
| 27 مايو | Internazionali Femminili di Brescia بريشا، إيطاليا تراب W75 فردي – زوجي         | إيفون كافال رييمرس أورورا زانتيديسكي 3–6، 5–7، [6–10]                | جيبيك كولامبايفا · إيكاترينا رينغولد     | آن لي · بولينا كوديرميتوفا                    | نوريا برانكاتشيو أليس راميه كاترينا كوزلوفا إيلا سيدل                              |
| 27 مايو | ترويسدورف، ألمانيا تراب W50 قرعة الفردي والزوجي                                 | بيرفو جنكيز 6–1، 2–6، 6–3                                            | سوزان بانديتشي                           | أنكا تودوني رالوكا سيربان                     | أودري ألبي منى بارثل إلفينا كالييفا جينا فايسل                                     |
| 27 مايو | ترويسدورف، ألمانيا تراب W50 قرعة الفردي والزوجي                                 | رالوكا سيربان أنكا تودوني 6–0، 6–3                                   | يانا مورديرجر كيارا شول                  | أنكا تودوني رالوكا سيربان                     | أودري ألبي منى بارثل إلفينا كالييفا جينا فايسل                                     |
| 27 مايو | مونتيمور نوفو، البرتغال صلب W50 قرعة الفردي والزوجي                             | لوكريتسيا ستيفانيني 6–4، 6–0                                         | تاليا غيبسون                             | فالنتينا ريسر أنكيتا راينا                    | كيمبرلي بيريل ليوني كونغ ديستاني أيافا أنستاسيا كوليكوفا                           |
| 27 مايو | مونتيمور نوفو، البرتغال صلب W50 قرعة الفردي والزوجي                             | مادلين بروكس يوديس تشونغ 6–4، 6–4                                    | ليوني كونغ · إيفيألينا لاسكيفيتش         | فالنتينا ريسر أنكيتا راينا                    | كيمبرلي بيريل ليوني كونغ ديستاني أيافا أنستاسيا كوليكوفا                           |
| 27 مايو | أوتوتشيك، سلوفينيا تراب W50 قرعة الفردي والزوجي                                 | باربورا باليكوفا 6–1، 2–6، 6–4                                       | فيكتوريا مبوكو                           | لولا راديفوييفيتش مايا جينت                   | أيلا أكسو إيفا بريموراك مريم بولغارو مايا خواليينسكا                               |
| 27 مايو | أوتوتشيك، سلوفينيا تراب W50 قرعة الفردي والزوجي                                 | إيكاترين جورجودزي فاليريا ستراخوفا 4–6، 2–6، [4–10]                  | أنستاسيا غوريفا · أنستاسيا كوفاليفا      | لولا راديفوييفيتش مايا جينت                   | أيلا أكسو إيفا بريموراك مريم بولغارو مايا خواليينسكا                               |
| 27 مايو | كلاغنفورت، النمسا تراب W35 قرعة الفردي والزوجي                                  | ماري بينوا 1–6، 3–6                                                  | صوفيا كوستولاس                           | تشالا بويوكاكاتشاي ستيفاني فاجنر              | واكانا سونوب إستير ميري لورا هيتارانتا جولي بيلجرافير                              |
| 27 مايو | كلاغنفورت، النمسا تراب W35 قرعة الفردي والزوجي                                  | أنيتا كوتشموفا نيكا راديشيك 3–6، 5–7                                 | كيلا مكفي نينا فارجوفا                   | تشالا بويوكاكاتشاي ستيفاني فاجنر              | واكانا سونوب إستير ميري لورا هيتارانتا جولي بيلجرافير                              |
| 27 مايو | سانتو دومينغو، جمهورية الدومينيكان صلب W35 فردي وزوجي                           | فيكتوريا هو 4–6، 7–6(6–8)، 4–6                                       | كاثرين هاريسون                           | ماريا خوسيه بورتيو راميريز ألكساندرا بوزوفيتش | كلارا فلاسيلار كاترينا سكوت ساهجا يامالابالي جيسيكا فايلا                          |
| 27 مايو | سانتو دومينغو، جمهورية الدومينيكان صلب W35 فردي وزوجي                           | جوليا غارسيا آنا كارمن زامبورك 4–6، 6–2، [10–4]                      | ميل راسكو أنطونيا شميت                   | ماريا خوسيه بورتيو راميريز ألكساندرا بوزوفيتش | كلارا فلاسيلار كاترينا سكوت ساهجا يامالابالي جيسيكا فايلا                          |
| 27 مايو | تشانغوون، كوريا الجنوبية صلب W35 فردي وزوجي                                     | هانا تشانغ 4–6، 4–6                                                  | بيترا هول                                | باك دا-يون كيوكا أوكامورا                     | جابرييلا دا سيلفا-فيك هارونا أراكاوا هاروكا كاجي هيكارو ساتو                       |
| 27 مايو | تشانغوون، كوريا الجنوبية صلب W35 فردي وزوجي                                     | بايج هوريجان إريكا سما 4–6، 6–4، [10–4]                              | لي زونغيو شي هان                         | باك دا-يون كيوكا أوكامورا                     | جابرييلا دا سيلفا-فيك هارونا أراكاوا هاروكا كاجي هيكارو ساتو                       |
| 27 مايو | المرسى (تونس)، تونس صلب W35 فردي وزوجي                                          | مانون ليونارد 1–6، 3–6                                               | لارا سالدن                               | مي لان تمارا كوستيك                           | إيزابيلا شنيكوفا · ماريا تكاشيفا · تيس سوغنو · تيفاني لوميتر                       |
| 27 مايو | المرسى (تونس)، تونس صلب W35 فردي وزوجي                                          | ماجالي كيمبين لارا سالدن 4–6، 6–7(5–7)                               | كاترينا كوزموفا رادكا زلنيكوفا           | مي لان تمارا كوستيك                           | إيزابيلا شنيكوفا · ماريا تكاشيفا · تيس سوغنو · تيفاني لوميتر                       |
| 27 مايو | ريو كلارو، البرازيل طين W15 فردي وزوجي                                          | جازمين أورتينزي 1–6، 2–6                                             | إيمي زو                                  | تايسا جرنا بيدريتي لويسينا جيوفانيني          | كانديلا فاسكويز سول آيلين لارايا جيدي جوليا كونيتشي كامارجو سيلفا فرانشيسكا ماتولي |
| 27 مايو | ريو كلارو، البرازيل طين W15 فردي وزوجي                                          | ريبيكا بيريرا كاميلا روميرو 3–6، 1–6                                 | جازمين أورتينزي لوسيانا بيريز ألاركون    | تايسا جرنا بيدريتي لويسينا جيوفانيني          | كانديلا فاسكويز سول آيلين لارايا جيدي جوليا كونيتشي كامارجو سيلفا فرانشيسكا ماتولي |
| 27 مايو | بول، كرواتيا طين W15 فردي وزوجي                                                 | سينا هيرمان 5–7، 4–6                                                 | فيرونيكا إيوالد                          | سيلينا دال دورا ميشكوفيتش                     | دنيزا هيندوفا ماري ميتروا أناستازيا بيرتاكي إليجاه إينيسان                         |
| 27 مايو | بول، كرواتيا طين W15 فردي وزوجي                                                 | دنيزا هيندوفا أنيتا لابوتكوفا 3–6، 4–6                               | ماري ميتروا ستيفاني فيشر                 | سيلينا دال دورا ميشكوفيتش                     | دنيزا هيندوفا ماري ميتروا أناستازيا بيرتاكي إليجاه إينيسان                         |
| 27 مايو | طوكيو، اليابان صلب W15 فردي وزوجي                                               | أكيكو أومائي 2–6، 6–7(2–7)                                           | هيرومي آبي                               | يي شييو نانا كاواجشي                          | فيكتوريا مورفايوفا كاناكو موريزاكي ناناري كاتسومي هايو كينوشيتا                    |
| 27 مايو | طوكيو، اليابان صلب W15 فردي وزوجي                                               | هيرومي آبي كاناكو موريزاكي 6–2، 6–2                                  | يوكا هوسوكي فونا كوزاكي                  | يي شييو نانا كاواجشي                          | فيكتوريا مورفايوفا كاناكو موريزاكي ناناري كاتسومي هايو كينوشيتا                    |
| 27 مايو | غالاتس، رومانيا أرضية ترابية W15 نتائج الفردي والمزدوج                          | كريستينا دياز أدروفير 2–6، 6–4، 6–1                                  | جورجيا كراتشيون                          | باتريسيا ماريا تيغ لافينيا تانسيا             | إيفا ماريا أيونيسكو أرينا فاسيليسكيو لافينيا لوتشانو أناماريا أوانا                |
| 27 مايو | غالاتس، رومانيا أرضية ترابية W15 نتائج الفردي والمزدوج                          | فيكتوريا بوثيو باتريسيا ماريا تيغ 7–5، 7–5                           | ألكسندرا أنجيل كريستيانا تو دوني         | باتريسيا ماريا تيغ لافينيا تانسيا             | إيفا ماريا أيونيسكو أرينا فاسيليسكيو لافينيا لوتشانو أناماريا أوانا                |
| 27 مايو | كورشوملييسكا بانيا، صربيا أرضية ترابية W15 نتائج الفردي والمزدوج                | أندريا بريسكاري 5–7، 6–4، 7–5                                        | يوانا زفونارو                            | دونيا ماريتش باتريشيا جورجيانا جونا           | مادلليف هيجمان · دينيس فالينتي · يكاترينا أوفشارينكو · فيرجينيا فيرارا             |
| 27 مايو | كورشوملييسكا بانيا، صربيا أرضية ترابية W15 نتائج الفردي والمزدوج                | كارولا باتريشيا بيجينارو إيناس إيبو 7–6(10–8)، 6–7(6–8)، [10–5]      | إيلينا ميلوفانوفيتش أندريا بريسكاري      | دونيا ماريتش باتريشيا جورجيانا جونا           | مادلليف هيجمان · دينيس فالينتي · يكاترينا أوفشارينكو · فيرجينيا فيرارا             |
| 27 مايو | المنستير، تونس أرضية صلبة W15 نتائج الفردي والمزدوج                             | داريا فرايمان 6–3، 6–1                                               | تشانغ يينغ                               | سميرة دي ستيفانو إليسا فانلانغدونك            | زيل ديزاي نويلبا بوزو زانوتي إيلا ماكدونالد أليسا ريغوير                           |
| 27 مايو | المنستير، تونس أرضية صلبة W15 نتائج الفردي والمزدوج                             | شياو زينغهاو شو جيايو 7–6(9–7)، 7–5                                  | زيل ديزاي نايمة كاراموكو                 | سميرة دي ستيفانو إليسا فانلانغدونك            | زيل ديزاي نويلبا بوزو زانوتي إيلا ماكدونالد أليسا ريغوير                           |
| 27 مايو | سان دييغو، الولايات المتحدة أرضية صلبة W15 نتائج الفردي والمزدوج                | غابرييلا برادفوت 6–2، 7–6 (7–2)                                      | ليزا زار                                 | هايلي جيافارا كلو نوييل                       | أسبن شومان ليلا فيوريلا بريتيز ريسو ليلي فيركلو داشا إفانوفا                       |
| 27 مايو | سان دييغو، الولايات المتحدة أرضية صلبة W15 نتائج الفردي والمزدوج                | هايلي جيافارا كيلي كيلر 2–6، 6–2، [10–5]                             | داشا إفانوفا ليزا زار                    | هايلي جيافارا كلو نوييل                       | أسبن شومان ليلا فيوريلا بريتيز ريسو ليلي فيركلو داشا إفانوفا                       |

### يونيو
| الأسبوع  | البطولة                                                                      | الفائزات                                                 | الوصيفات                                  | المتأهلات لنصف النهائي                  | المتأهلات لربع النهائي                                                           |
| -------- | ---------------------------------------------------------------------------- | -------------------------------------------------------- | ----------------------------------------- | --------------------------------------- | -------------------------------------------------------------------------------- |
| 3 يونيو  | بطولة سوربيتون سوربيتون، المملكة المتحدة عشبي W100 فردي – زوجي               | أليسون فان يوتفانخ 7–6(5–7)، 6–1، 6–2                    | تاتيانا ماريا                             | هارموني تان Olivia Gadecki              | Emily Appleton غريت مينين أجلا توملجانوفيتش كيمبرلي بيريل                        |
| 3 يونيو  | بطولة سوربيتون سوربيتون، المملكة المتحدة عشبي W100 فردي – زوجي               | Emina Bektas ألكسندرا كرونتش 6–1، 6–1                    | سارة بيث غري تارا مور                     | هارموني تان Olivia Gadecki              | Emily Appleton غريت مينين أجلا توملجانوفيتش كيمبرلي بيريل                        |
| 3 يونيو  | بطولة التنس الدولية للسيدات مدينة كزرتة كزرتة، إيطاليا ترابي W75 فردي – زوجي | Leyre Romero Gormaz 6–2، 4–6، 6–4                        | جيل تيخمان                                | لورا بيجوسي Sara Saito                  | Anastasia Abbagnato Tatiana Pieri أماندين هيس Martha Matoula                     |
| 3 يونيو  | بطولة التنس الدولية للسيدات مدينة كزرتة كزرتة، إيطاليا ترابي W75 فردي – زوجي | يوليانا ليزارازو ديسبينا باباميتشايل 4–6، 6–3، [10–3]    | Ali Collins ماريا بولينا بيريز            | لورا بيجوسي Sara Saito                  | Anastasia Abbagnato Tatiana Pieri أماندين هيس Martha Matoula                     |
| 3 يونيو  | بطولة بالماتتو برو المفتوحة سمتر، الولايات المتحدة صلب W75 فردي – زوجي       | Carson Branstine 7–6(8–6)، 6–7(6–8)، 6–1                 | Sophie Chang                              | Maria Mateas آلي كيك                    | Sahaja Yamalapalli Anna Rogers Catherine Harrison Jessica Failla                 |
| 3 يونيو  | بطولة بالماتتو برو المفتوحة سمتر، الولايات المتحدة صلب W75 فردي – زوجي       | Alicia Herrero Liñana Melany Krywoj 6–3، 6–3             | Sophie Chang Dalayna Hewitt               | Maria Mateas آلي كيك                    | Sahaja Yamalapalli Anna Rogers Catherine Harrison Jessica Failla                 |
| 3 يونيو  | منتيمور-أو-نوفو، البرتغال صلب W50 فردي وزوجي                                 | Eudice Chong 3–6، 6–2، 6–1                               | Gabriela Knutson                          | جاكلين كاباج أواد أنجلينا فولوششوك      | ماري ويكيرلي · كاثرين سيبوف · أنكيتا راينا · صوفيا لانسيري                       |
| 3 يونيو  | منتيمور-أو-نوفو، البرتغال صلب W50 فردي وزوجي                                 | إلينا ميتش ألانا بارنابي 7–6(8–6)، 6–4                   | أوديس تشونغ لوكريتسيا موسيتي              | جاكلين كاباج أواد أنجلينا فولوششوك      | ماري ويكيرلي · كاثرين سيبوف · أنكيتا راينا · صوفيا لانسيري                       |
| 3 يونيو  | المرسى، تونس Hard W50 فردي وزوجي السحوبات                                    | جاو شينيو 5–7، 6–3، 6–3                                  | مارتينا كوبكا                             | مانون ليونارد ماديسون سيغ               | مريم بولكفادزه · ماريا تكاشيفا · آنا صوفيا سانشيز · ياسمين منصوري                |
| 3 يونيو  | المرسى، تونس Hard W50 فردي وزوجي السحوبات                                    | أغلايا فيدوروفا · كيرا بافلوفا · 6–7(5–7)، 6–1، [10–3]   | كاتارينا كوزموفا ياسمين منصوري            | مانون ليونارد ماديسون سيغ               | مريم بولكفادزه · ماريا تكاشيفا · آنا صوفيا سانشيز · ياسمين منصوري                |
| 3 يونيو  | كورشوملييسكا بانيا، صربيا Clay W35 فردي وزوجي السحوبات                       | نينا ستويانوفيتش 6–2، 6–4                                | فيفيان وولف                               | يوكي نايتو · كسينيا لاسكوتوفا           | إميلين دارتون أنيا ستانكوفيتش كايسا هينيمان ميا ريستيك                           |
| 3 يونيو  | كورشوملييسكا بانيا، صربيا Clay W35 فردي وزوجي السحوبات                       | مانا كاوامورا يوكي نايتو 6–4، 6–4                        | إيناس إيبو إلينا ميلوفانوفيتش             | يوكي نايتو · كسينيا لاسكوتوفا           | إميلين دارتون أنيا ستانكوفيتش كايسا هينيمان ميا ريستيك                           |
| 3 يونيو  | دايغو، كوريا الجنوبية Hard W35 فردي وزوجي السحوبات                           | باك دا-يون 4–6، 6–2، 6–3                                 | إري شيميزو                                | ساكورا هوسوجي هينا إينووي               | رينا سايجو أيانو شيميزو بيترا هولي شيري كيم                                      |
| 3 يونيو  | دايغو، كوريا الجنوبية Hard W35 فردي وزوجي السحوبات                           | أيانو شيميزو كيسا يوشيوكا 6–4، 6–3                       | كيم دا-بن كيم نا-ري                       | ساكورا هوسوجي هينا إينووي               | رينا سايجو أيانو شيميزو بيترا هولي شيري كيم                                      |
| 3 يونيو  | بانيا لوكا، البوسنة والهرسك Clay W15 فردي وزوجي السحوبات                     | زيفا فالكير 6–4، 6–4                                     | لونا فوجوفيتش                             | دنيز هرينكوفا أميلي شميكالوفا           | ماري متروكس أندريا أوبادوفيتش دوغا توركمان كاترينا تسجورووا                      |
| 3 يونيو  | بانيا لوكا، البوسنة والهرسك Clay W15 فردي وزوجي السحوبات                     | دنيزا هيندوفا فيتوريا مودستي 6–2، 3–6، [10–7]            | ماري متروكس دوغا توركمان                  | دنيز هرينكوفا أميلي شميكالوفا           | ماري متروكس أندريا أوبادوفيتش دوغا توركمان كاترينا تسجورووا                      |
| 3 يونيو  | مارينغا، البرازيل Clay W15 فردي وزوجي السحوبات                               | جازمين أورتينزي 6–4، 6–3                                 | لوسيانّا بيريز ألركون                      | سول آيلين لاراييا غويدي بيرتا بوناردي   | كاميلّا روميرو جيورجيا غولين آمي زو لوسينا جيوفانيني                              |
| 3 يونيو  | مارينغا، البرازيل Clay W15 فردي وزوجي السحوبات                               | جازمين أورتينزي لوسيانّا بيريز ألركون 6–2، 6–1            | كاميلا بوسي ليتيسيا غارسيا فيدال          | سول آيلين لاراييا غويدي بيرتا بوناردي   | كاميلّا روميرو جيورجيا غولين آمي زو لوسينا جيوفانيني                              |
| 3 يونيو  | سانتو دومينغو، جمهورية الدومينيكان Hard W15 فردي وزوجي السحوبات              | أنطونيا شميدت 4–6، 6–2، 7–5                              | داريا فيدمانوفا                           | ميل ريسكو آنا كارمن زامبوريك            | جيسيكا هينوجوسا غوميز نوليا زيبالوس ريا بهاتيا أوليفيا لينسر                     |
| 3 يونيو  | سانتو دومينغو، جمهورية الدومينيكان Hard W15 فردي وزوجي السحوبات              | جوليا غارسيا صوفيا كاميلا روخاس 6–4، 7–6(8–6)            | جيسيكا هينوجوسا غوميز نوليا زيبالوس       | ميل ريسكو آنا كارمن زامبوريك            | جيسيكا هينوجوسا غوميز نوليا زيبالوس ريا بهاتيا أوليفيا لينسر                     |
| 3 يونيو  | كاواغوتشي، اليابان صلب W15 الفردي والزوجي                                    | أوي إيتو 6–1، 6–4                                        | ماو موشيكا                                | فونا كوزاكي كاناكو موريساكي             | كورومي تامورا تشيهيرو موراماتسو أيومي ميا موتو شيهو أكيتا                        |
| 3 يونيو  | كاواغوتشي، اليابان صلب W15 الفردي والزوجي                                    | ماو موشيكا ميو موشيكا 6–2، 6–2                           | أنري ناغاتا يوان تشينغيي                  | فونا كوزاكي كاناكو موريساكي             | كورومي تامورا تشيهيرو موراماتسو أيومي ميا موتو شيهو أكيتا                        |
| 3 يونيو  | فوكشاني، رومانيا ترابي W15 الفردي والزوجي                                    | باتريسيا ماريا تيغ 6–4، 6–4                              | بيانكا باربوليسكو                         | بريانا سزابو أنستاسيا برتاكي            | لافينيا تاناسي كاترينا ماندليكوفا إيفا ماريا يونيسكو أناماريا أوانا              |
| 3 يونيو  | فوكشاني، رومانيا ترابي W15 الفردي والزوجي                                    | كاترينا ماندليكوفا بريانا سزابو 7–6(7–3)، 6–0            | فيكتوريا بوثيو باتريسيا ماريا تيغ         | بريانا سزابو أنستاسيا برتاكي            | لافينيا تاناسي كاترينا ماندليكوفا إيفا ماريا يونيسكو أناماريا أوانا              |
| 3 يونيو  | مدريد، إسبانيا صلب W15 الفردي والزوجي                                        | لوسي نغوين تان 6–1، 6–4                                  | ألينا غرانوير                             | أنستاسيا إيماتشكين كينيدي غيبس          | إيلا ماكدونالد · ماريا أندرينكو · كايتانا غاي · سيلين سيمونيو                    |
| 3 يونيو  | مدريد، إسبانيا صلب W15 الفردي والزوجي                                        | هولي هوتشينسون إيلا ماكدونالد 6–4، 6–1                   | آنا كانديوتو أنستاسيا إيماتشكين           | أنستاسيا إيماتشكين كينيدي غيبس          | إيلا ماكدونالد · ماريا أندرينكو · كايتانا غاي · سيلين سيمونيو                    |
| 3 يونيو  | المنستير، تونس صلب W15 الفردي والزوجي                                        | جانيس تشين 6–1، 7–6(7–1)                                 | باتريشيا باوكشتيتي                        | زيل ديساي سميرة دي ستيفانو              | سلاكثيب أونموينغ · إليسا فانلانجندونك · جينا ماري ديتمن · آنا كوباريفا           |
| 3 يونيو  | المنستير، تونس صلب W15 الفردي والزوجي                                        | لينا بينيتو جانيس تشين 6–4، 6–1                          | باتريشيا باوكشتيتي أليكا روسوفا           | زيل ديساي سميرة دي ستيفانو              | سلاكثيب أونموينغ · إليسا فانلانجندونك · جينا ماري ديتمن · آنا كوباريفا           |
| 3 يونيو  | سان دييغو، الولايات المتحدة صلب W15 الفردي والزوجي                           | سارة دافيتتيلا 6–0، 6–0                                  | مايا إييانغار                             | كارولين كامبانا أسبن شومان              | داشا إيفانوفا جولييتا باريا كاتي كود آنا كامبانا                                 |
| 3 يونيو  | سان دييغو، الولايات المتحدة صلب W15 الفردي والزوجي                           | كارولين كامبانا ليزا زار 6–7(3–7)، 6–4، [11–9]           | إيرين كايتانو ليلي فايركلوث               | كارولين كامبانا أسبن شومان              | داشا إيفانوفا جولييتا باريا كاتي كود آنا كامبانا                                 |
| 10 يونيو | أوپن دي بياريتز بياريتز، فرنسا تراب W100 فردي – زوجي                         | سارا سايتو 5–7، 3–6، 3–6                                 | مارجو روفروي                              | ديسبينا باباميتشايل أماندين هيس         | أندريا ميتو فيكتوريا خيمينيز كاسينتسيفا إلسا جاكيموت يو إكسياودي                 |
| 10 يونيو | أوپن دي بياريتز بياريتز، فرنسا تراب W100 فردي – زوجي                         | إرينا براء أندريا ميتو 6–3، 6–3، [10–7]                  | إستيل كاسينو كارول مونيت                  | ديسبينا باباميتشايل أماندين هيس         | أندريا ميتو فيكتوريا خيمينيز كاسينتسيفا إلسا جاكيموت يو إكسياودي                 |
| 10 يونيو | بطولة السيدات غيمارايش غيمارايش، البرتغال صلب W75 فردي – زوجي                | فرانسيسكا خورخي 6–3، 6–4                                 | ليف هوفدي                                 | كاثرين سيبوف ماريام بولكفادزي           | أريان هارتونو غابرييلا كنوتسون تيساه أندريانجافيتريمو ماتيلدي خورخي              |
| 10 يونيو | بطولة السيدات غيمارايش غيمارايش، البرتغال صلب W75 فردي – زوجي                | Sophie Chang راشيدا مكادو 7–6(8–6)، 6–7(2–7)، [10–5]     | فرانسيسكا خورخي ماتيلدي خورخي             | كاثرين سيبوف ماريام بولكفادزي           | أريان هارتونو غابرييلا كنوتسون تيساه أندريانجافيتريمو ماتيلدي خورخي              |
| 10 يونيو | Taizhou، الصين صلب W50 قرعة الفردي والزوجي                                   | شي هان 2–6، 5–7، 2–6                                     | لو جياجينغ                                | بارك سو هيون Wang Qiang                 | يانغ ييدي ليو فانجزو قوه ميكي ليانغ إن-شو                                        |
| 10 يونيو | Taizhou، الصين صلب W50 قرعة الفردي والزوجي                                   | تشو إيه-شوان تشو إي-تسن 2–6، 6–7(7–5)، [10–7]            | وانغ مييلينغ ياو شينشين                   | بارك سو هيون Wang Qiang                 | يانغ ييدي ليو فانجزو قوه ميكي ليانغ إن-شو                                        |
| 10 يونيو | غدانسك، بولندا تراب W35 قرعة الفردي والزوجي                                  | باربورا باليكوفا 6–2، 0–1 اعتزال                         | كاجسا رينالدو بيرسون                      | جيني دورست يوكي نايتو                   | هان فاندي وينكل بيرفو جينغيز أليس توبيلو مارسيلينا بودلينسكا                     |
| 10 يونيو | غدانسك، بولندا تراب W35 قرعة الفردي والزوجي                                  | كارولينا كوبانوفا ريناتا فوراكوفا 3–6، 6–7(7–5)، [10–7]  | جيمي فورليس بترا هول                      | جيني دورست يوكي نايتو                   | هان فاندي وينكل بيرفو جينغيز أليس توبيلو مارسيلينا بودلينسكا                     |
| 10 يونيو | سانتو دومينغو، جمهورية الدومينيكان صلب W15 قرعة الفردي والزوجي               | أوليفيا لينسر 7–6(7–4)، 1–6                              | كاتيا ويرشولم                             | إستر فيرلان جوليا غارسيا                | كولي ألين أنا كارمن زامبورك كريستاشا مك نيل داريا فيدمانوفا                      |
| 10 يونيو | سانتو دومينغو، جمهورية الدومينيكان صلب W15 قرعة الفردي والزوجي               | رافائيل لاكاس أنا كارمن زامبورك 6–3، 6–4                 | شارمادا بالو ريا باتيا                    | إستر فيرلان جوليا غارسيا                | كولي ألين أنا كارمن زامبورك كريستاشا مك نيل داريا فيدمانوفا                      |
| 10 يونيو | نورج لا فيل، فرنسا صلب W15 قرعة الفردي والزوجي                               | ألينا غرانفر 5–7، 6–3، 7–6(7–5)                          | كاتارينا أوفشارنكو                        | ليا تولي مارين سزوستاك                  | هولي هتشينسون برتا باسولا كيارا جيريلي فيونا غانز                                |
| 10 يونيو | نورج لا فيل، فرنسا صلب W15 قرعة الفردي والزوجي                               | كاتارينا أوفشارنكو · كريستيانا سيدورفا · 6–4، 6–3        | ألينا غرانفر سيلين سيمونيو                | ليا تولي مارين سزوستاك                  | هولي هتشينسون برتا باسولا كيارا جيريلي فيونا غانز                                |
| 10 يونيو | طوكيو، اليابان صلب W15 قرعة الفردي والزوجي                                   | رينا سايغو 4–6، 7–6(7–5)، 7–5                            | شيهو أكيتا                                | ليزا-ماري ريكس أكيكو أومائي             | كيسا يوشيوكا تشيهيرو موراماتسو ميو موشيكا هيكارو ساتو                            |
| 10 يونيو | طوكيو، اليابان صلب W15 قرعة الفردي والزوجي                                   | أكاري إينوي ميشيكا أوزيكي 2–6، 7–5، [10–8]               | آيومي ميا موتو أنري ناغاتا                | ليزا-ماري ريكس أكيكو أومائي             | كيسا يوشيوكا تشيهيرو موراماتسو ميو موشيكا هيكارو ساتو                            |
| 10 يونيو | كورشوملييسكا بانيا، صربيا طين W15 قرعة الفردي والزوجي                        | كايسا هينمان 2–6، 6–4، 6–1                               | كايلا مكفي                                | أنيا ستانكوفيتش · كسينيا لاسكوتوفا      | ياروسلافا بارتاشيفيتش · ألكساندرا شوبلادزه · كاترينا لازارينكو · بيمرا أوزجن     |
| 10 يونيو | كورشوملييسكا بانيا، صربيا طين W15 قرعة الفردي والزوجي                        | كسينيا لاسكوتوفا · ألكساندرا شوبلادزه · 6–4، 7–5         | كايلا مكفي زوزانا باوليكوسكا              | أنيا ستانكوفيتش · كسينيا لاسكوتوفا      | ياروسلافا بارتاشيفيتش · ألكساندرا شوبلادزه · كاترينا لازارينكو · بيمرا أوزجن     |
| 10 يونيو | مدريد، إسبانيا طين W15 قرعة الفردي والزوجي                                   | كايتلين كويفدو 6–3، 2–0 انسحاب                           | نولي بوذو زانوطي                          | كارولينا كول فرانشيسكا باتشي            | إليجاه إينيسان أنجيليكا راجي كريستينا راموس سييرا لوسي نغوين تان                 |
| 10 يونيو | مدريد، إسبانيا طين W15 قرعة الفردي والزوجي                                   | ماريا فرناندا هيرازو فرانشيسكا باتشي 6–3، 7–5            | ديليتا كيروبيني كارولينا كول              | كارولينا كول فرانشيسكا باتشي            | إليجاه إينيسان أنجيليكا راجي كريستينا راموس سييرا لوسي نغوين تان                 |
| 10 يونيو | المنستير، تونس صلب W15 قرعة الفردي والزوجي                                   | جانيس تين 6–2، 6–3                                       | آنا كوباريفا                              | كاتارينا كوزموفا ياسمين منصوري          | إليانور دين · ماريا تكاتشيفا · باتريسيا باوكشتيتي · كيت مانسفيلد                 |
| 10 يونيو | المنستير، تونس صلب W15 قرعة الفردي والزوجي                                   | كاتارينا كوزموفا · ماريا تكاتشيفا · 6–1، 6–1             | باتريسيا باوكشتيتي ميرنا رفعت             | كاتارينا كوزموفا ياسمين منصوري          | إليانور دين · ماريا تكاتشيفا · باتريسيا باوكشتيتي · كيت مانسفيلد                 |
| 10 يونيو | سان دييغو، الولايات المتحدة صلب W15 قرعة الفردي والزوجي                      | فيونا كراولي 6–4، 1–6، 6–3                               | سارا دافيتيا                              | إيرين كايتانو أليسا أهن                 | باشاك إرايدن آن كريستين لوتكيماير كودي وونغ هايلي جيافارا                        |
| 10 يونيو | سان دييغو، الولايات المتحدة صلب W15 قرعة الفردي والزوجي                      | باشاك إرايدن أنيتا ساهدييفا 0–6، 6–3، [10–8]             | آنا كامبانا كارولين كامبانا               | إيرين كايتانو أليسا أهن                 | باشاك إرايدن آن كريستين لوتكيماير كودي وونغ هايلي جيافارا                        |
| 17 يونيو | إيلكلي تروفي إيلكلي، المملكة المتحدة عشبي W100 فردي – زوجي                   | ريبيكا مارينو 4–6، 1–6، 4–6                              | جيسيكا بونشيه                             | كيمبرلي بيريل إلسا جاكيموت              | سوناي كارتال داريا سنيغور مارينا ستاكوسيك إيلا ماكدونالد                         |
| 17 يونيو | إيلكلي تروفي إيلكلي، المملكة المتحدة عشبي W100 فردي – زوجي                   | كريستينا ملادينوفيتش إيلينا غابرييلا روس 2–6، 2–6        | كوين جليسون تانغ تشيانهو                  | كيمبرلي بيريل إلسا جاكيموت              | سوناي كارتال داريا سنيغور مارينا ستاكوسيك إيلا ماكدونالد                         |
| 17 يونيو | ITS كأس أولوموتس، جمهورية التشيك ترابي W75 فردي – زوجي                       | آنا بوندار 3–6، 6–7(4–7)                                 | جانغ سو جونج                              | كارولينا كول جولي باسيتيكوفا            | كاثينكا فون ديكمان فالنتيني جراماتيكوبولو لير روميرو غورماز بانا أودفاردي        |
| 17 يونيو | ITS كأس أولوموتس، جمهورية التشيك ترابي W75 فردي – زوجي                       | أمينة أنشبا · فالنتيني جراماتيكوبولو · 2–6، 4–6          | جيسي آني لينا باباداكيس                   | كارولينا كول جولي باسيتيكوفا            | كاثينكا فون ديكمان فالنتيني جراماتيكوبولو لير روميرو غورماز بانا أودفاردي        |
| 17 يونيو | يستاد، السويد ترابي W50 قرعة الفردي والزوجي                                  | بيرفو جينجيز 3–6، 6–3، 3–6                               | إيرين بوريلو إسكوريهويلا                  | سيوني مينديز أندريا لازارو غارسيا       | سيلينا يانيكيفيتش أنجيلا فيتا بولودا أليس توبيلو ماري بينوا                      |
| 17 يونيو | يستاد، السويد ترابي W50 قرعة الفردي والزوجي                                  | ماري بينوا ليزلي كركهوف 3–6، 1–6                         | أليفتينا إبراهيموفا · آنا زريناوفا        | سيوني مينديز أندريا لازارو غارسيا       | سيلينا يانيكيفيتش أنجيلا فيتا بولودا أليس توبيلو ماري بينوا                      |
| 17 يونيو | لوزهاو، الصين صلب W35 قرعة الفردي والزوجي                                    | أنستاسيا زولوتاريفا · 2–6، 4–6                           | ياو شينشين                                | فيكتوريا مورفايوفا ليو فانجزو           | تاتيانا بروزوروفا · هوانغ جياكي · يانج ييدي · لو جياجينغ                         |
| 17 يونيو | لوزهاو، الصين صلب W35 قرعة الفردي والزوجي                                    | هوانغ يوجيا شياو تشنغ هوا 7–6(5–7)، 0–6                  | سن يوفان وانغ مي لينغ                     | فيكتوريا مورفايوفا ليو فانجزو           | تاتيانا بروزوروفا · هوانغ جياكي · يانج ييدي · لو جياجينغ                         |
| 17 يونيو | تاوستي، إسبانيا صلب W35+H قرعة الفردي والزوجي                                | ميليسا إركان 3–6، 0–6                                    | فيكتوريا رودريغيز                         | تيان فانجران ساياكا إيشي                | روتوجا بسالي إيفا فدر تمارا كوستيتش لوسيا كورتيز لوركا                           |
| 17 يونيو | تاوستي، إسبانيا صلب W35+H قرعة الفردي والزوجي                                | روتوجا بسالي تيان فانجران 2–6، 4–6                       | ألانا بارنابي فيكتوريا رودريغيز           | تيان فانجران ساياكا إيشي                | روتوجا بسالي إيفا فدر تمارا كوستيتش لوسيا كورتيز لوركا                           |
| 17 يونيو | تايبيه، تايوان صلب W35 قرعة الفردي والزوجي                                   | هيمينو ساكاتسوم 6–4، 6–0                                 | كيوكا أوكامورا                            | ليزيت كابريرا ثاسابون ناكلو             | بارك سو هيون ميساكي ماتسودا هارونا أراكاوا ليانغ إن شو                           |
| 17 يونيو | تايبيه، تايوان صلب W35 قرعة الفردي والزوجي                                   | إيري شي ميزو إيكوني يامازاكي 4–6، 6–1، [10–5]            | فونا كوزاكي ميساكي ماتسودا                | ليزيت كابريرا ثاسابون ناكلو             | بارك سو هيون ميساكي ماتسودا هارونا أراكاوا ليانغ إن شو                           |
| 17 يونيو | ويتشيتا، الولايات المتحدة صلب W35 سحوبات الفردي والزوجي                      | كادنس بريس 7–5، 4–6، 6–3                                 | فيكتوريا هو                               | سهوجا يامالابالي جيسيكا فايللا          | هيروكو كواتا أوليفيا لينسر كايلا كروس كيت فقيه                                   |
| 17 يونيو | ويتشيتا، الولايات المتحدة صلب W35 سحوبات الفردي والزوجي                      | أليشيا هيريرو لينيانا ميلاني كريووي 6–3، 6–3             | آشتون باورز صوفيا ويبستر                  | سهوجا يامالابالي جيسيكا فايللا          | هيروكو كواتا أوليفيا لينسر كايلا كروس كيت فقيه                                   |
| 17 يونيو | بوخارست، رومانيا تراب W15 سحوبات الفردي والزوجي                              | جورجيا كراتشين 6–1 انسحب.                                | باتريسيا ماريا تيغ                        | كاميلا جينارو ليديا إنشيفا              | كاميلا بارتوني أوانا جافريلا إيفا إيفانوفا مايا إلينكا بورشيسكو                  |
| 17 يونيو | بوخارست، رومانيا تراب W15 سحوبات الفردي والزوجي                              | إيفا إيفانوفا ميا سلامة 4–6، 6–2، [10–4]                 | ديانا ماريا ميهيل باتريسيا ماريا تيغ      | كاميلا جينارو ليديا إنشيفا              | كاميلا بارتوني أوانا جافريلا إيفا إيفانوفا مايا إلينكا بورشيسكو                  |
| 17 يونيو | كورشوميليا بانيا، صربيا تراب W15 سحوبات الفردي والزوجي                       | ألكساندرا شوبلادزي · 6–2، 1–0 انسحب.                     | ناتاليا سينيك                             | بيترا كونجيكوسيك سوانا توتشاكوفيك       | تيدورا كوستوفيك أنيا ستانكوفيك دراجينيا فوكوفيك أميلي جوستين هايتمنيك            |
| 17 يونيو | كورشوميليا بانيا، صربيا تراب W15 سحوبات الفردي والزوجي                       | ناتاليا سينيك أنيا ستانكوفيك 7–6(7–5)، 7–6(7–4)          | كسينيا لاسكوتوفا · ألكساندرا شوبلادزي     | بيترا كونجيكوسيك سوانا توتشاكوفيك       | تيدورا كوستوفيك أنيا ستانكوفيك دراجينيا فوكوفيك أميلي جوستين هايتمنيك            |
| 17 يونيو | هيلكريست، جنوب أفريقيا صلب W15 سحوبات الفردي والزوجي                         | ماتيلدي مارياني 6–2، 6–3                                 | إلينا جامشيدي                             | جاكلين كاباج أواد لارا بفايفر           | هايني أوغاتا ميشيكا أوزيكي جانهي فان زيل ناغومي هيغاشيتاني                       |
| 17 يونيو | هيلكريست، جنوب أفريقيا صلب W15 سحوبات الفردي والزوجي                         | ماتيلدي مارياني بياتريس ستاغنو 7–5، 4–6، [10–6]          | ناغومي هيغاشيتاني ميشيكا أوزيكي           | جاكلين كاباج أواد لارا بفايفر           | هايني أوغاتا ميشيكا أوزيكي جانهي فان زيل ناغومي هيغاشيتاني                       |
| 17 يونيو | المنستير، تونس صلب W15 سحوبات الفردي والزوجي                                 | جانيس تيجين 6–1، 6–0                                     | مارين سزوستاك                             | كايت مانسفيلد رينكو ماتسودا             | مارغو ماكيه لميس الحسين عبد العزيز ميرنا رفعت ياسمين منصوري                      |
| 17 يونيو | المنستير، تونس صلب W15 سحوبات الفردي والزوجي                                 | جوليا آدمز لينا بينيتو 4–6، 7–5، [10–4]                  | لميس الحسين عبد العزيز ميرنا رفعت         | كايت مانسفيلد رينكو ماتسودا             | مارغو ماكيه لميس الحسين عبد العزيز ميرنا رفعت ياسمين منصوري                      |
| 17 يونيو | رانشو سانتا في، الولايات المتحدة صلب W15 قرعة الفردي والزوجي                 | جولييتا بريجا 5–7، 6–1، 6–4                              | كيمي هانس                                 | آن كريستين لوتمير ليلي فيركلو           | آنا كامبانا باشاك إرايدن براندي ووكر سارا دافاتتيلا                              |
| 17 يونيو | رانشو سانتا في، الولايات المتحدة صلب W15 قرعة الفردي والزوجي                 | آنا كامبانا كارولين كامبانا 6–2، 6–3                     | جيسيكا لويسا السولا براندي ووكر           | آن كريستين لوتمير ليلي فيركلو           | آنا كامبانا باشاك إرايدن براندي ووكر سارا دافاتتيلا                              |
| 24 يونيو | Macha Lake Open ستاري سبلاثي، جمهورية التشيك ترابي W75 فردي – زوجي           | تيريزا فالينتوفا 6–3، 7–5                                | أنيتا كوتشموفا                            | جانغ سو جونج جيومار مارستاني            | كريستينا دميتروك · فيكتوريا خيمينيز كاسينتسيفا · أنوك كويفرمانس · مايا شفالينسكا |
| 24 يونيو | Macha Lake Open ستاري سبلاثي، جمهورية التشيك ترابي W75 فردي – زوجي           | مايا شفالينسكا أنستاسيا ديتسيوك 6–3، 2–6، [10–6]         | فينغ شو سافو ساكيلاريدي                   | جانغ سو جونج جيومار مارستاني            | كريستينا دميتروك · فيكتوريا خيمينيز كاسينتسيفا · أنوك كويفرمانس · مايا شفالينسكا |
| 24 يونيو | بالما ديل ريو (قرطبة)، إسبانيا صلب W50 سحوبات الفردي والزوجي                 | ليندا كليموفيتشوفا 7–5، 6–4                              | ليوني كونغ                                | ميليسا إركان تيان فانغران               | ناهيا بيركوكتشا · ساياكا إيشي · أنستاسيا غوريفا · كارولين فيرنر                  |
| 24 يونيو | بالما ديل ريو (قرطبة)، إسبانيا صلب W50 سحوبات الفردي والزوجي                 | مارتينا كوبكا لارا سالدين 6–2، 6–1                       | روتوجا بسالي Sophie Chang                 | ميليسا إركان تيان فانغران               | ناهيا بيركوكتشا · ساياكا إيشي · أنستاسيا غوريفا · كارولين فيرنر                  |
| 24 يونيو | بيريغو، فرنسا ترابي W35 سحوبات الفردي والزوجي                                | إيما لين 3–6، 6–4، 6–4                                   | أليس توبيلو                               | ماري بينوا · أليفتينا إبراجيموفا        | ياروسلافا بارتاشيفيتش أماندين مونوت إميلين دارترون ميكايل لاكي                   |
| 24 يونيو | بيريغو، فرنسا ترابي W35 سحوبات الفردي والزوجي                                | ماريانا دراجيتش · أليفتينا إبراجيموفا · 7–5، 2–6، [10–5] | إميلين دارترون جيني ليم                   | ماري بينوا · أليفتينا إبراجيموفا        | ياروسلافا بارتاشيفيتش أماندين مونوت إميلين دارترون ميكايل لاكي                   |
| 24 يونيو | تارفيزيو، إيطاليا ترابي W35 سحوبات الفردي والزوجي                            | نوريا برانكاتشيو 6–4، 6–2                                | دليلة سبيريتي                             | نيكول فوسا هويرجو أولكساندرا أولينيكوفا | ماريا كوزيريفا · ميريانا تونا · ديليتا شيروبيني · غابرييلا سي                    |
| 24 يونيو | تارفيزيو، إيطاليا ترابي W35 سحوبات الفردي والزوجي                            | أنستاسيا سوخوتينا · آنا زيريانوفا · 7–6(7–3)، 6–2        | جيفا فاولكنر ميريانا تونا                 | نيكول فوسا هويرجو أولكساندرا أولينيكوفا | ماريا كوزيريفا · ميريانا تونا · ديليتا شيروبيني · غابرييلا سي                    |
| 24 يونيو | كلويسترز، سويسرا ترابي W35 سحوبات الفردي والزوجي                             | جينا فايسلت 6–7(9–11)، 6–2، 6–1                          | جيني دورست                                | ديانا مارتينوف ألكسندرا فيكيتش          | جاسماين جيمبرير ليزا بيجاتو كاثارينا هوبجارسكي تينا نادين سميث                   |
| 24 يونيو | كلويسترز، سويسرا ترابي W35 سحوبات الفردي والزوجي                             | جيني دورست نينا فارجوفا 6–2، 4–6، [10–8]                 | كاثارينا هوبجارسكي أنطونيا شميت           | ديانا مارتينوف ألكسندرا فيكيتش          | جاسماين جيمبرير ليزا بيجاتو كاثارينا هوبجارسكي تينا نادين سميث                   |
| 24 يونيو | تايبيه، تايوان Hard W35 قرعة الفردي والزوجي                                  | فايديهي شوداري 3–6، 7–5، 6–3                             | كيوكا أوكامورا                            | مونيك باري أيانو شيميزو                 | هيمينوساكاتسومي · تاتيانا بروزوروفا · مي ياماغوتشي · ليزا-ماري ريكس              |
| 24 يونيو | تايبيه، تايوان Hard W35 قرعة الفردي والزوجي                                  | شو إي-هسوان شو يي-تسين 6–2، 1–6، [10–5]                  | شيه يو-تشيه لين فانغ آن                   | مونيك باري أيانو شيميزو                 | هيمينوساكاتسومي · تاتيانا بروزوروفا · مي ياماغوتشي · ليزا-ماري ريكس              |
| 24 يونيو | تيانجين، الصين Hard W15 قرعة الفردي والزوجي                                  | يانغ ييدي 6–1، 6–4                                       | إلينا نيبليي                              | أيتياجولي آيشيريفو آن يو-جين            | تشو يي هوا هوانغ جياكي كيم ناري وانغ شينتونج                                     |
| 24 يونيو | تيانجين، الصين Hard W15 قرعة الفردي والزوجي                                  | كيم دا-بين كيم ناري 6–2، 6–1                             | شون فانغ يينغ يوان تشينغ يي               | أيتياجولي آيشيريفو آن يو-جين            | تشو يي هوا هوانغ جياكي كيم ناري وانغ شينتونج                                     |
| 24 يونيو | كامن، ألمانيا Clay W15 قرعة الفردي والزوجي                                   | ستيفاني فيشر 6–2، 6–2                                    | إيفا بينيمان                              | جوليا ميدندورف لويزا ماير أوف دير هايد  | تيسا بروكمان غايا سكوارشيالوبي جوسي دايمز باولا رومف                             |
| 24 يونيو | كامن، ألمانيا Clay W15 قرعة الفردي والزوجي                                   | جوسي دايمز أناستاسيا فيرمان 6–3، 6–3                     | ماري فوجت إيفا ماري فوراتشيك              | جوليا ميدندورف لويزا ماير أوف دير هايد  | تيسا بروكمان غايا سكوارشيالوبي جوسي دايمز باولا رومف                             |
| 24 يونيو | هونغ كونغ، هونغ كونغ Hard W15 قرعة الفردي والزوجي                            | بريسيكا نوجروهو 6–3، 6–4                                 | ساكي إيمامورا                             | ميو موشيكا · أنستاسييا زولوتاريفا       | ماو موشيكا · ماجي نج · كودي وونغ · أنستاسييا كوفاليفا                            |
| 24 يونيو | هونغ كونغ، هونغ كونغ Hard W15 قرعة الفردي والزوجي                            | هيرومي آبي ساكي إيمامورا 6–4، 6–1                        | دانغ ييمينغ · أنستاسييا زولوتاريفا        | ميو موشيكا · أنستاسييا زولوتاريفا       | ماو موشيكا · ماجي نج · كودي وونغ · أنستاسييا كوفاليفا                            |
| 24 يونيو | ألكمار، هولندا Clay W15 قرعة الفردي والزوجي                                  | فابيين جيتوارت 7–6(7–2)، 7–5                             | داريا كوتسر                               | أنجليكا فيرجيس سيلينا دال               | فالنتينا ايفانوف تيلويث دي جيرولامي كريستينا دياز أدروير روز ماري نيكامب         |
| 24 يونيو | ألكمار، هولندا Clay W15 قرعة الفردي والزوجي                                  | ميكايلا كرايتشيك سارة فان إمست 6–4، 6–4                  | فالنتينا ايفانوف ريبيكا مونك مورينتسين    | أنجليكا فيرجيس سيلينا دال               | فالنتينا ايفانوف تيلويث دي جيرولامي كريستينا دياز أدروير روز ماري نيكامب         |
| 24 يونيو | كورشوملييسكا بانجا، صربيا Clay W15 قرعة الفردي والزوجي                       | ناتاليا سينيك 3–6، 2–6                                   | أنيا ستانكوفيتش                           | جوليا ستاماتوفا ديا إفتيموفا            | لوسيا ناتال أنستاسيا زابارينيك كلوديا هوست فيرير أوانا جافريلا                   |
| 24 يونيو | كورشوملييسكا بانجا، صربيا Clay W15 قرعة الفردي والزوجي                       | لورا سيليكوفا ناتاليا كروتشوفا 4–6، 7–5، [3–10]          | فيكتوريا بورودولينا · إيكاترينا كازيونوفا | جوليا ستاماتوفا ديا إفتيموفا            | لوسيا ناتال أنستاسيا زابارينيك كلوديا هوست فيرير أوانا جافريلا                   |
| 24 يونيو | هيلكريست، جنوب أفريقيا صلب W15 قرعة الفردي والزوجي                           | إيزابيلا كروجر 2–6، 4–6                                  | ميشيكا أوزيكي                             | ناغومي هيغاشيتاني إليسا فان لانغندونك   | ياني فان زيل بياتريس ستاغنو هايني أوغاتا إلينا جامشيدي                           |
| 24 يونيو | هيلكريست، جنوب أفريقيا صلب W15 قرعة الفردي والزوجي                           | ماتيلدا مارياني بياتريس ستاغنو 4–6، 2–6                  | أماندا كارولينا نوفا إلكين هايني أوغاتا   | ناغومي هيغاشيتاني إليسا فان لانغندونك   | ياني فان زيل بياتريس ستاغنو هايني أوغاتا إلينا جامشيدي                           |
| 24 يونيو | المنستير، تونس صلب W15 قرعة الفردي والزوجي                                   | أناستاسيا جاسانوفا · 2–6، 4–6                            | لميس الحسين عبد العزيز                    | إيستر أدشينا أنيا ويلدجروبر             | مايكيلا جوردون · جوليا آدامز · إيكاترينا إيفانوفا · مونيكا ستانكيفيتش            |
| 24 يونيو | المنستير، تونس صلب W15 قرعة الفردي والزوجي                                   | فلاديسلافا أندريفيسكايا · أناستاسيا جاسانوفا · 2–6، 4–6  | إيلا سيمونز جانيس تين                     | إيستر أدشينا أنيا ويلدجروبر             | مايكيلا جوردون · جوليا آدامز · إيكاترينا إيفانوفا · مونيكا ستانكيفيتش            |
| 24 يونيو | لوس أنجلوس، الولايات المتحدة صلب W15 قرعة الفردي والزوجي                     | سهاجا يامالابالي 4–6، 6–7(4–7)                           | إيمي زو                                   | راشيل جايلس فيكتوريا فلوريس             | كيت فقيه أميليا هونر آنا جروبر جيسيكا فايلا                                      |
| 24 يونيو | لوس أنجلوس، الولايات المتحدة صلب W15 قرعة الفردي والزوجي                     | أنيتا صهديفا ستيفاني ويب 5–7، 6–4، [6–10]                | ليلي فيركلو تينيكا ماكجيفن                | راشيل جايلس فيكتوريا فلوريس             | كيت فقيه أميليا هونر آنا جروبر جيسيكا فايلا                                      |

## الروابط الخارجية
- "10،600 لاعبة، 1135 حدثًا: جولة الاتحاد الدولي لكرة المضرب العالمية للسيدات لعام 2023 بالأرقام". الاتحاد الدولي لكرة المضرب. اطلع عليه بتاريخ 2024-01-02.
- "أجندة جولة الاتحاد الدولي لكرة المضرب العالمية للسيدات". الاتحاد الدولي لكرة المضرب. اطلع عليه بتاريخ 2024-01-02.
- الاتحاد الدولي لكرة المضرب